# Симбирская губерния
Симби́рская губе́рния (с 1924 года — Ульяновская губерния) — административно-территориальная единица Российской империи, Российской республики и РСФСР, существовавшая в 1796—1928 годах. Губернский город — Симбирск (с 1924 года — Ульяновск).

## Географическое положение

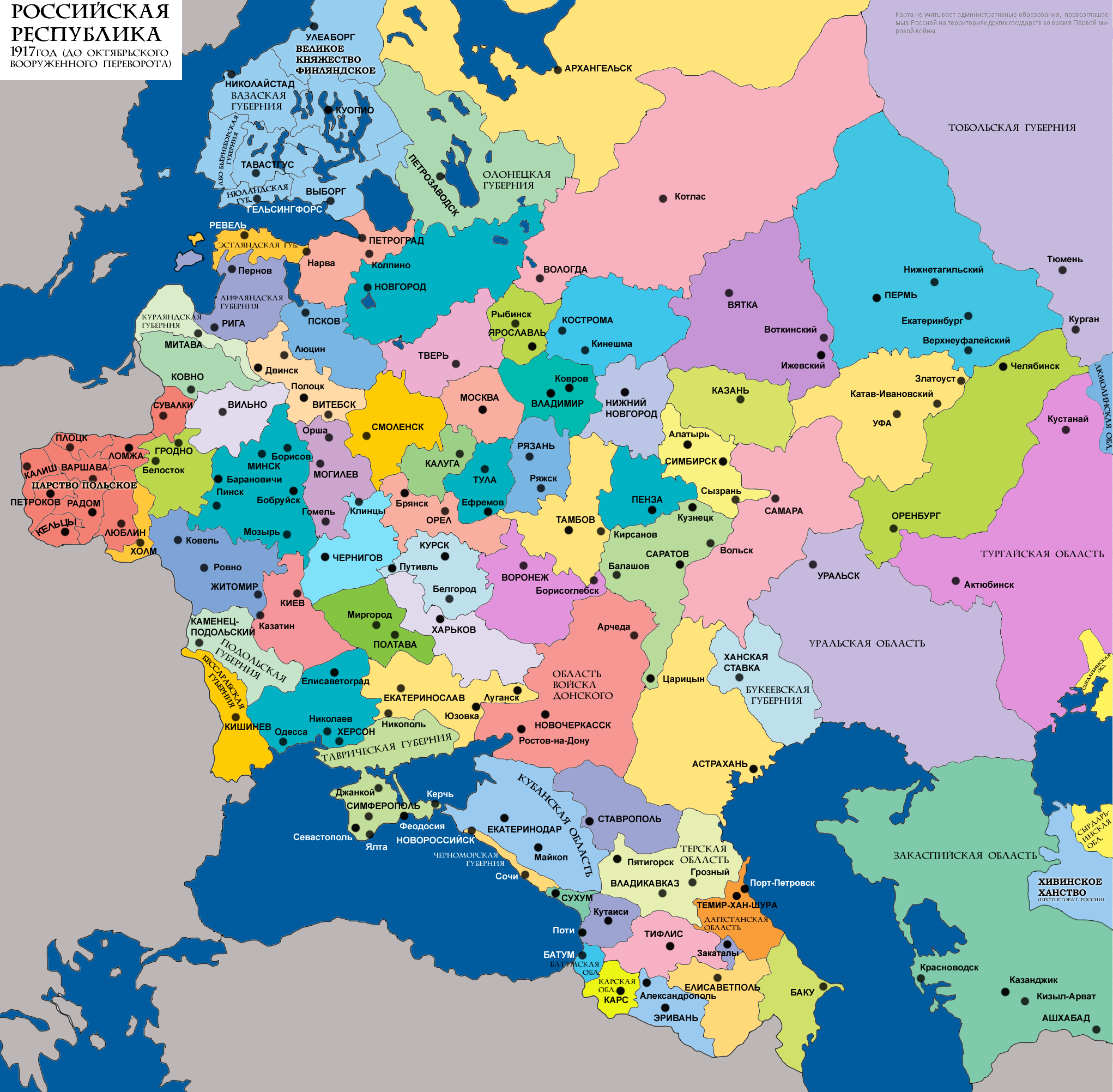
Административное деление России (западная часть) в 1917 году

К началу XX века Симбирская губерния занимала 49,5 тыс. км² (43 491 верста²). Она граничила на севере с Казанской губернией, на востоке с Волгой, отделяющей её от Самарской губернии (охватывая левый берег Волги только в двух местах: напротив Симбирска и в Сызрани), на юге — с Саратовской, на западе — с Пензенской и Нижегородской губерниями.
В 1926 году площадь губернии составляла 34 071 км².

## История

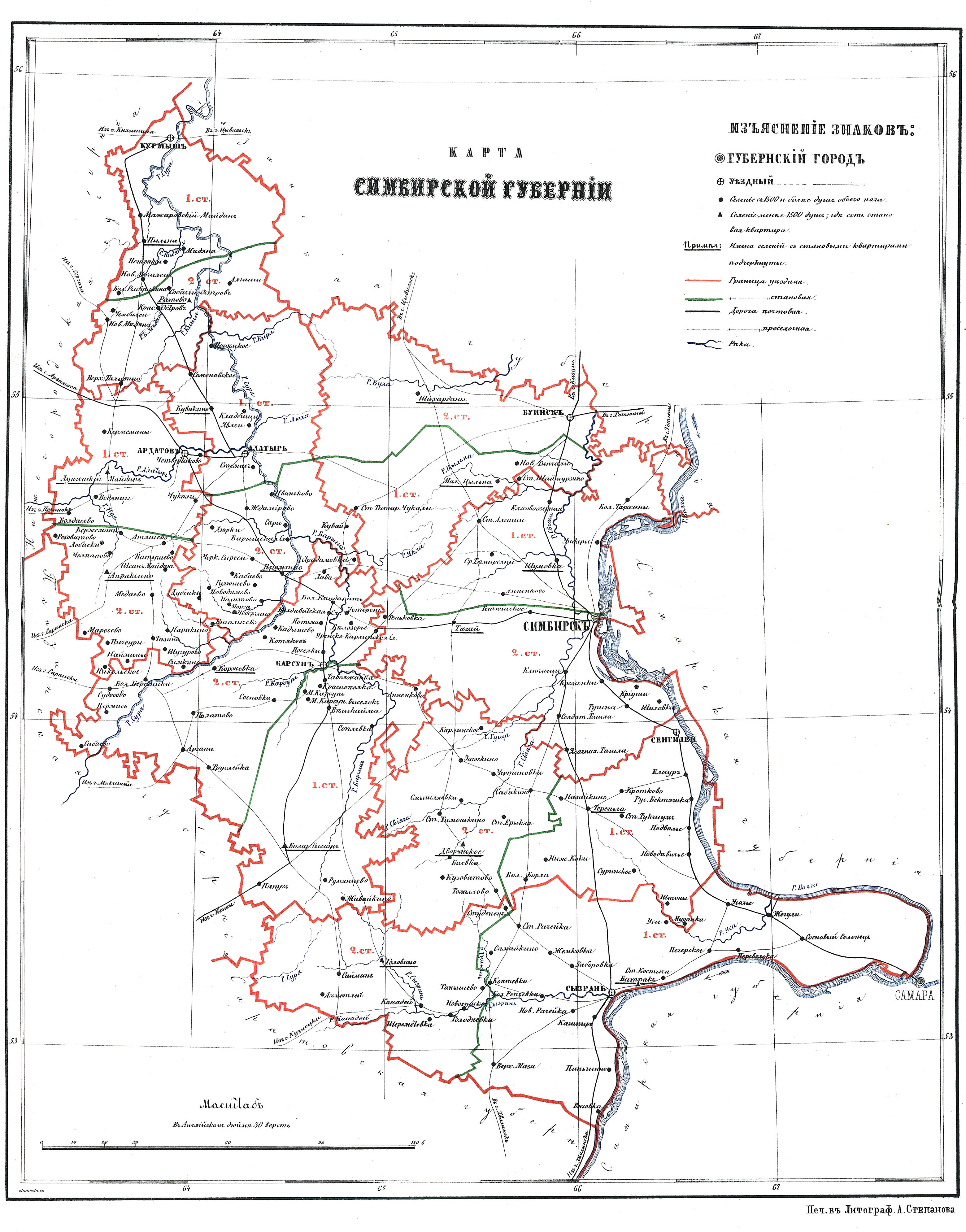
Карта Симбирской губернии 1859 года

На основании Указа Екатерины II от 15 (26) сентября 1780 года и Указа Сената Российской империи от 27 декабря 1780 года (7 января 1781) было открыто Симбирское наместничество.
12 (23) декабря 1796 год вышел Указ императора Павла I «О новом разделении Государства на Губернии», по которому, на месте существующего наместничества, образована Симбирская губерния в составе десяти уездов. Тагайский, Канадейский и Котяковский уезды наместничества упразднялись.
31 декабря 1796 года был высочайше утверждён «Штат Симбирской губернии, составленный из десяти уездов».
12.04.1798 года из ликвидированной Пензенской губернии в Симбирскую губернию были переданы Инсарский и Саранский уезды, а также территория упразднённого Шешкеевского уезда; кроме того, упразднялись Ардатовский и Сенгилеевский уезды.

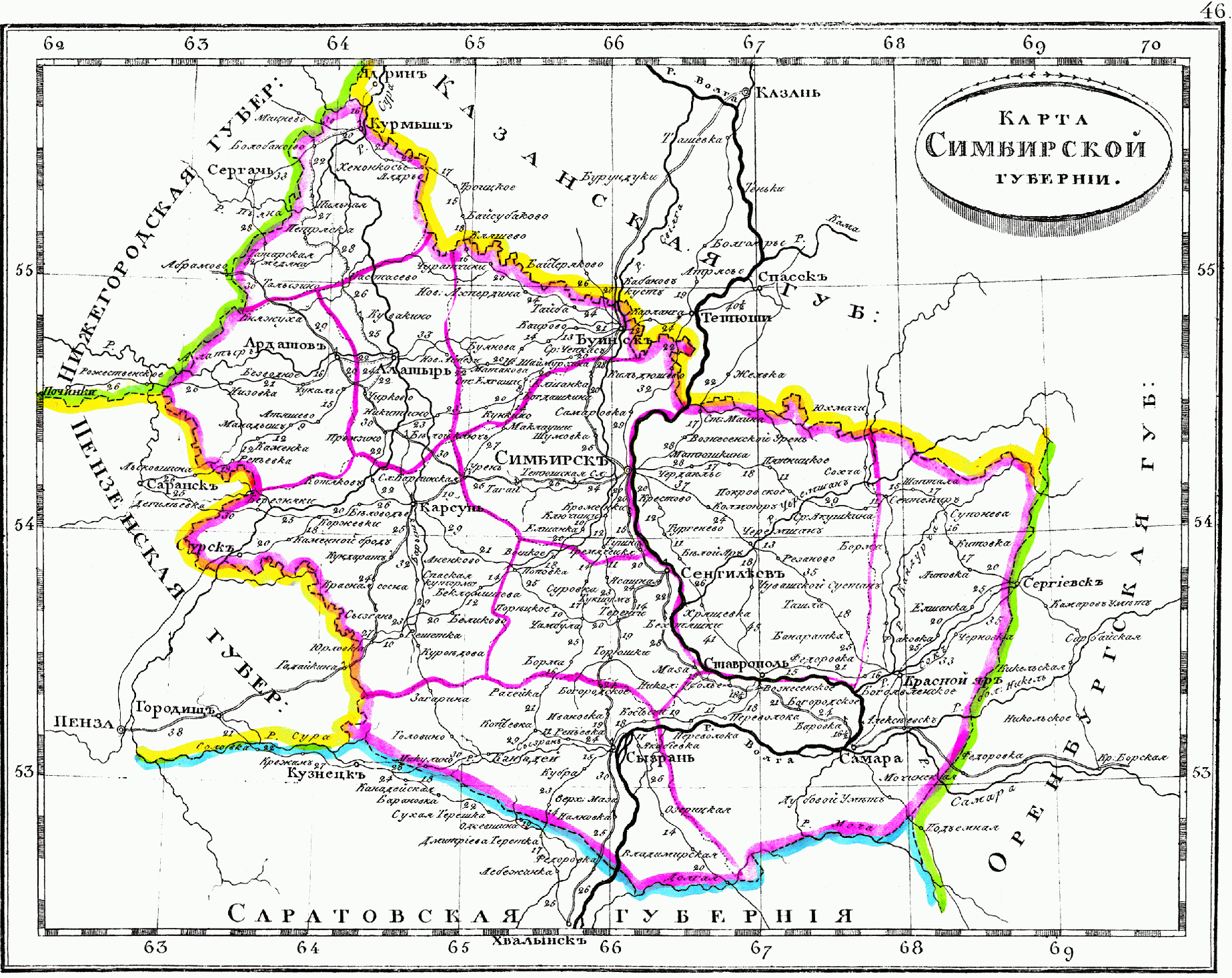
Карта Симбирской губернии на 1835 год.

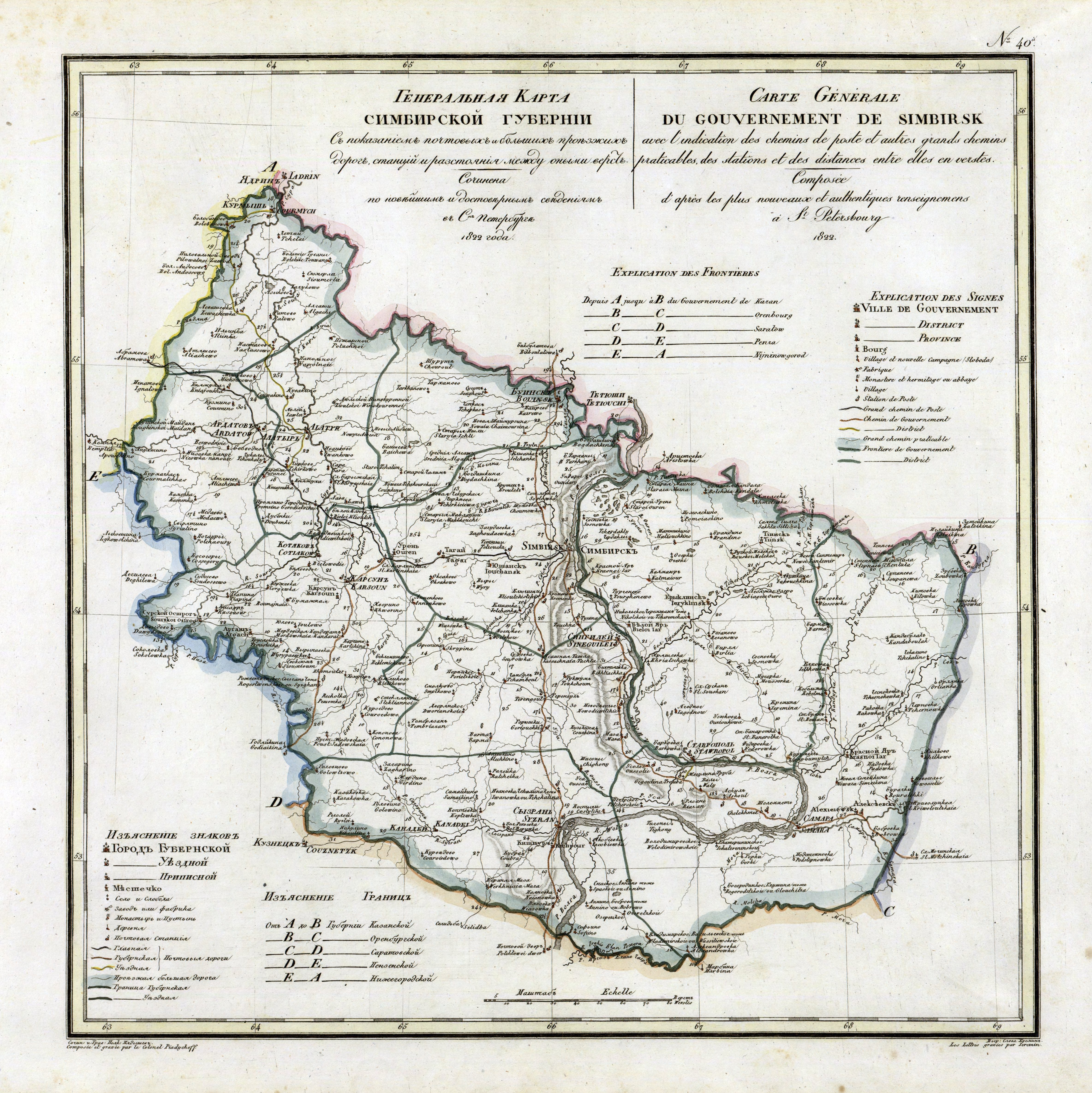
Карта Симбирской губернии, 1822 г.

09.09.1801 во вновь восстановленную Пензенскую губернию и в неё опять отошли Инсарский и Саранский уезды. А в Симбирской губернии опять были восстановлены Ардатовский и Сенгилеевский уезды.
В сентябре 1812 года из-за Отечественной войны было создано Симбирское ополчение. Начальником которой избран Д. В. Тенишев. Также на войну был направлен Ставропольский калмыцкий полк, сражавшийся в корпусе Платова.
22 августа 1836 года Симбирск посетил Николай I.
В 1848 году в Симбирске открылась Карамзинская общественная библиотека.
06.12.1850 два заволжских уезда — Ставропольский, Самарский — и часть Сызранского уезда отошли в состав вновь образованной Самарской губернии. В результате территориальных изменений в Симбирской губернии осталось 8 уездов: Алатырьский, Ардатовский, Буинский, Карсунский, Курмышский, Сенгилеевский, Симбирский и Сызранский.
Симбирские пожары 1864 года привели к уничтожению жилого фонда губернского центра.
В 1870 году в Симбирске родился Ленин.
В 1881 году в Симбирске родился Керенский.
Симбирская губерния была в числе 17 регионов, признанных серьёзно пострадавшими во время голода 1891—1892 годов.
В 1914 году началась Первая мировая война, с которой не вернулись жители губернии.
В годы Гражданской войны часть Симбирской губернии была захвачена войсками КОМУЧа.
См. статью: Симбирская операция
В марте — апреле 1919 года на территории губернии прошли крестьянские волнения, названной «Чапанная война».
27 мая 1920 года, в связи с образованием Татарская АССР и Чувашской автономной области, из состава губернии был исключен Буинский уезд и Сюндюковская волость Симбирского уезда, а из Спасского уезда ТАССР к Мелекесскому уезду Симбирской губернии были переданы ряд волостей: Жедяевский, Матвеевский, Юрткульский. Из Симбирского уезда в Буинский кантон были переданы ряд волостей.
В сентябре 1920 года в состав ЧувАО были переданы 6 волостей Курмышского уезда.
В мае 1922 года Курмышский уезд передан в Нижегородскую губернию.
4 апреля 1924 года постановлением Президиума ВЦИК Симбирская губерния была разделена на 5 уездов: Алатырский, Ардатовский, Карсунский, Симбирский, Сызранский, а Сенгилеевский уезд был упразднён и его территория была поделена между Симбирским и Сызранским уездами.
Декретом ЦИК СССР от 9 мая 1924 года город Симбирск переименован в Ульяновск, волость — в Ульяновскую, уезд — в Ульяновский, а губерния — в Ульяновскую губернию.
В 1925 году Алатырский уезд передан Чувашской АССР и в Ульяновской губернии осталось 4 уезда: Ардатовский, Карсунский, Сызранский и Ульяновский.
6 января 1926 года решением Самарского губисполкома Мелекесский уезд был передан Ульяновской губернии, однако, по всей видимости, данное решение не было реализовано — в частности, в Постановлениях Президиума ВЦИК от 23.01.1928 (об изменении границ между Автономной Татарской ССР и Самарской губернией) и от 16.07.1928 (о составе округов, районов и их центрах Средне-Волжской области) Мелекесский уезд по-прежнему упоминается как часть Самарской губернии.
14 мая 1928 года в ходе экономического районирования СССР губерния была упразднена, а её территория вошла в состав Ульяновского округа, Мордовского округа и Сызранского округа Средне-Волжской области.

## Геология
О геологии губернии профессор А. П. Павлов в своём труде «Нижневолжская юра» говорил следующее:
Симбирская губерния покрыта, как известно, отложениями всех систем, начиная с каменноугольной, и особенного развития достигают здесь системы третичная, меловая, юрская и так называемый ярус пестрых мергелей, то есть как раз те системы, разграничение и подразделение которых возбуждает теперь столько спорных вопросов.
В геологическом отношении губернию исследовали Паллас, Странгвейс, Широкшин и Гурьев, Мурчинсон, Языков, Пандер, профессор Г. Д. Романовский, Вагнер, П. В. Еремеев, Траутшольд, Синцов, Лагузен и др. Обнажения юрских пород по правому берегу Волги наблюдались в двух довольно далеко отстоящих друг от друга местностях: в уездах Симбирском и Сызранском. Между северным симбирским участком горы и южным сызранским лежала обширная площадь, занятая отчасти более новыми (меловыми и третичными) отложениями, отчасти палеозойными известняками (каменноугольные и пермские известняки Самарской луки).
Отложения нижней Волги достигали наибольшего развития у деревни Городище. Окрестности деревни Поливны представляли самый южный предел распространения горы в северной части губернии. Здесь юрские пласты, постепенно падавшие к югу, скрывались под уровень Волги, и в береговых обнажениях их сменяли отложения нижнемеловой системы, занимавшие в окрестностях Ундор и ещё далее к деревне Бессонковой только вершины береговых обнажений и слагавшие холмы высокого берега Волги. В окрестностях Симбирска эти нижнемеловые породы, в свою очередь, прикрывались верхнемеловыми (а несколько западнее и третичными); эти более новые отложения тянулись к югу до окрестностей села Усолья, где внезапно сменялись каменноугольными отложениями, круто поднимавшимися в виде довольно значительных возвышенностей (около 300 м), а местами и в виде совершенно вертикальных стен, у подножия которых прерывалось дальнейшее распространение меловых и третичных пластов. Эту гряду известковых высот, во многих местах размытых, прорезанных оврагами и более или менее округленных, можно было проследить от Жигулей и Усолья далеко на юго-запад к деревне Троекуровке, ещё далее по реке Сызрани, где были указаны последние выходы каменноугольных известняков. Выходы древних пород не положили, однако, предела распространению к югу мезозойных образований.
Вниз по течению Волги снова встречалась серая юрская глина, содержавшая такие же ископаемые, как и в городищенской глине, а несколько далее, у села Кашпура, наблюдалась мощное развитие ауцеллевых песчаников, конгломератов, смолистых сланцев и вообще пород, развитых в окрестностях деревень Поливны и Городища. Несколько южнее Кашпура все эти породы, так же, как и у Поливны, скрывались под уровень Волги, сменяясь нижнемеловыми осадками. Многочисленные исследования губернии до начала XX века не выяснили ещё многих вопросов. По исследованию профессором Павловым городищенской глины, в ней встречался след фауны, характеризующей виргазовые слои русской юры. Он встретил в ней представителей родов лат. Pinna, Trigonia, Aporrhais, Buccinum, Purritella; ауцеллы и морские ежи попадаются реже. Остатки Per Figatus Buch, Per Quenstedti Rllr, Per biplex Sow (Per Pallasianus) оказались нередкими даже в самых низших частях доступного для наблюдения пояса.
В геологическом отношении в общих чертах Симбирская губерния представляла следующее: северная часть губернии, прилегавшая к Казанской, имела осадки триаса; в восточной части, ограниченной правым берегом Волги, залегали каменноугольная и меловая формации, разорванные и прорезанные во многих местах третичными осадками; на западе были распространены, преимущественно, мел и надмеловые осадки эоценовой формации, сменявшиеся к югу меловой почвой. В разных местах губернии были открываемы кости мамонта и других животных.

## Полезные ископаемые
Кроме глины, мела и известняка, на территории губернии были известны месторождения пирита (Симбирский, Алатырский и Курмышский уезды); на территории Сызранского уезда — месторождения серы, селитры, каменной соли, залежи природного асфальта, песчаника и горючих сланцев. Были известны месторождения железной руды.
В поймах рек Волги, Суры, Свияги и Усы находились богатые залежи торфа, минеральные источники (в том числе Ундоровский минеральный источник). Фосфорнокислая известь в пластах меловой формации, распространённой в большей части губернии.

## Климат
Климат Симбирской губернии был сходен с климатом соседних губерний. По незначительному пространству её климатические условия на севере и юге мало отличались друг от друга. Всего важнее были различия, происходившие от высоты над уровнем моря, большей или меньшей защитности положения и растительного покрова.
Вследствие малой высоты, защиты с севера и отсутствия леса весна и лето были теплее, снег выпалал поздно и сходил раньше на берегу Волги и Сызрани, в южной части Сызранского уезда, сравнительно с возвышенной, густолесистой северно-восточной частью Самарской луки, где лето и весна были холоднее, снег выпалал раньше и таял гораздо позже.
Средняя температура в Симбирске была: годовая — +3,3 °C, январь — −13,4 °C, апрель — +3,5 °C, июль — +20,3 °C, сентябрь — +10,9 °C. Количество осадков составляло: Языково (западная часть губернии) — 483 мм, Симбирск — 443 мм, Чертково (Сенгилеевского уезда) — 406 мм, Сызрань — 374 мм. Летние осадки решительно преобладали, всего более дождя выпадало в июне и июле. Снежный покров продолжался от 4—5 месяцев. Господствовавшие и приносившие наиболее дождя и снега были западные ветры, прозванные в народе «гнилым углом».

## Природные ресурсы

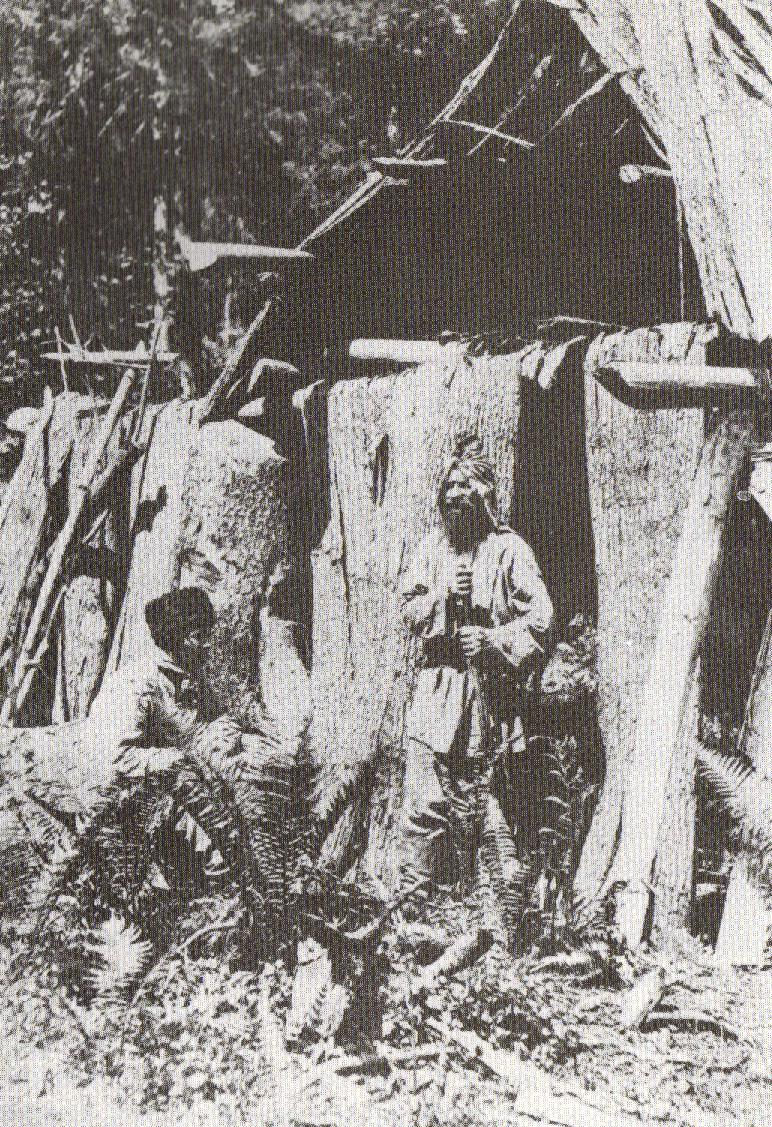
Симбирские крестьяне в лесу (1878)

В лесах Симбирской губернии из хвойных деревьев ель встречалась только в Алатырском и Курмышском уездах по Суре и её притокам, сосна — во всей губернии по пескам, более всего её было в Сурской даче и в южной части Карсунского уезда. Лиственных лесов в Симбирской губернии было гораздо больше, чем хвойных. Господствующими породами были дуб, затем берёза, осина, липа, клён. В целом преобладали смешанные лиственные леса.
Симбирская губерния могла считаться богатой лесами. В 1860-х годах общее количество лесов составляло более 1/3 площади всей губернии. Вообще леса были расположены довольно равномерно, только некоторые части губернии были почти совсем обнажены от лесов, именно вся южная часть Сызранского уезда, северная Симбирского, юго-восточная Буинского и части уездов Алатырского и Курмышского, лежавшие по левую сторону реки Алатыря. Особенно лесиста была западная часть Буинского, восточная Алатырского уезда (Сурская дача) и северо-восточная Самарской луки. В южной половине губернии и вообще по горам лес был преимущественно мелкий, дровяной, но в северных уездах он в основном рослый, строевой, в уездах Курмышском, Алатырском и Буинском встречался даже корабельный. За последующие 40 лет леса были значительно вырублены; правильное лесное хозяйство существовало только в лесах казённых удельных и некоторых частных лиц.
С 1890 г. почвенными исследованиями Симбирской губернии на протяжении целого десятилетия осуществил Р. В. Ризположенский, учёный-почвовед. Итогом этих трудов стал очерк «Описание Симбирской губернии в почвенном отношении», увидевший свет в Казани в 1901 г.
В Симбирской губернии было много удельных земель, это объяснялось тем, что в царствование императора Николая I все казённые земли Симбирской губернии, кроме Сурской лесной дачи, были перечислены в удельное ведомство. Земством в 1896 году было обложено лесов 1 473 617,5 га. Из этого числа частным землевладельцам принадлежало 506 714,6 га, уделу — 787 887 га, казне — 139 243,5 га, крестьянским общинам — 34 653 га, городам — 5115,1 га и земству — 4,4 га.
В лесах росло много марены, которую крестьянки употребляли как красильное вещество. Кроме разного рода ягод, в лесах весьма часто встречались дикая вишня и яблоня, а в степях — так называемый дикий миндаль, или бобовник.
Из диких животных в губернии водились волки, лисицы, зайцы белые и чёрные, тушканчики, хорьки, песцы, выхухоли, медведи и др. Прежде были куницы и горностай. Охотой главным образом занимались чуваши. Из птиц, кроме рябчиков, куропаток, составлявших предмет промысловой охоты, было много разных пород уток, куликов и других птиц; летом прилетали степные птицы — дрофы и стрепеты.
Рыбы было довольно много, особенно в Волге и Суре. В Волге водились белуги, севрюги, осетры, стерляди, судаки, сомы и разные мелкие виды. К началу XX века в огромном количестве ещё вылавливалась так называемая выселка; рыба эта покупалась преимущественно чувашами. В Суре водились те же виды рыб, что и в Волге, исключая только белугу, осетра, севрюгу и выселку. Сурскую стерлядь отправляли в столицы, где она ценилась дороже волжской. В некоторых горных речках изредка ловили форель.

## Население

### Численность
По Всероссийской переписи населения Российской империи 1897 года на территории Симбирской губернии проживало 1 527 848 человек (728 909 мужчин и 798 939 женщин). Из них 108 049 человек составляло городское население.
В 1905 году в губернии числилось 1 750 600 человек. По состоянию на 20 августа 1920 года, по итогам Всероссийской переписи населения, численность населения губернии (без Буинского уезда) составила 1 622 702 человека, из них городского — 168 851.
По итогам всесоюзной переписи населения 1926 года население губернии составило 1 384 220 человек, из них городское — 167 275 человек.

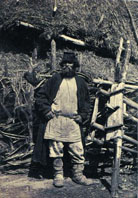
Фото Каррик, Вильям Андреевич: Мордвинский крестьянин в традиционной одежде, Симбирская губ., 1870 г.

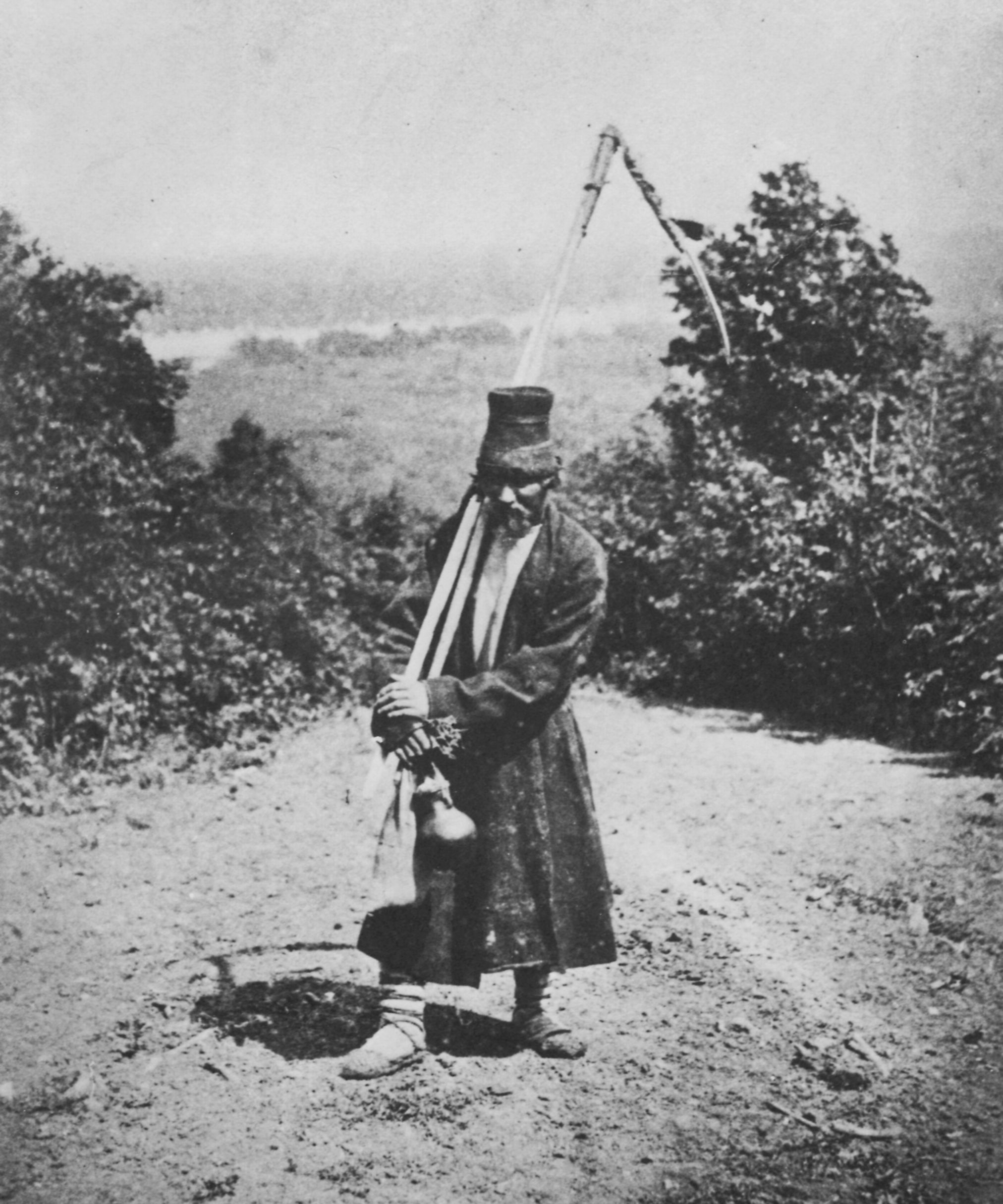
Фото Каррик, Вильям Андреевич: крестьянин Симбирской губ.

### Социальный и национальный состав
По данным обзора губернии за 1898 год было: дворян потомственных — 3439, личных — 2971, духовенства белого — 7551, монашествующего — 718 (104 мужчины и 614 женщин), почётных граждан — 2789, купцов — 1969, мещан — 64 339, крестьян — 1 190 749, регулярных войск — 2507, отставных и бессрочных нижних чинов, их жён и дочерей — 207 836, колонистов — 563, иностранцев — 106 476, иностранных подданных — 208, лиц прочих сословий — 1681.
Национальный состав населения был весьма разнообразен: кроме русских (среди них было немного малороссов, в Сызранском уезде), губернию населяли мордва (эрзя и мокша), татары, мещеряки, чуваши.
Русские заселили губернию, когда здесь уже жили чуваши, мордва и татары.

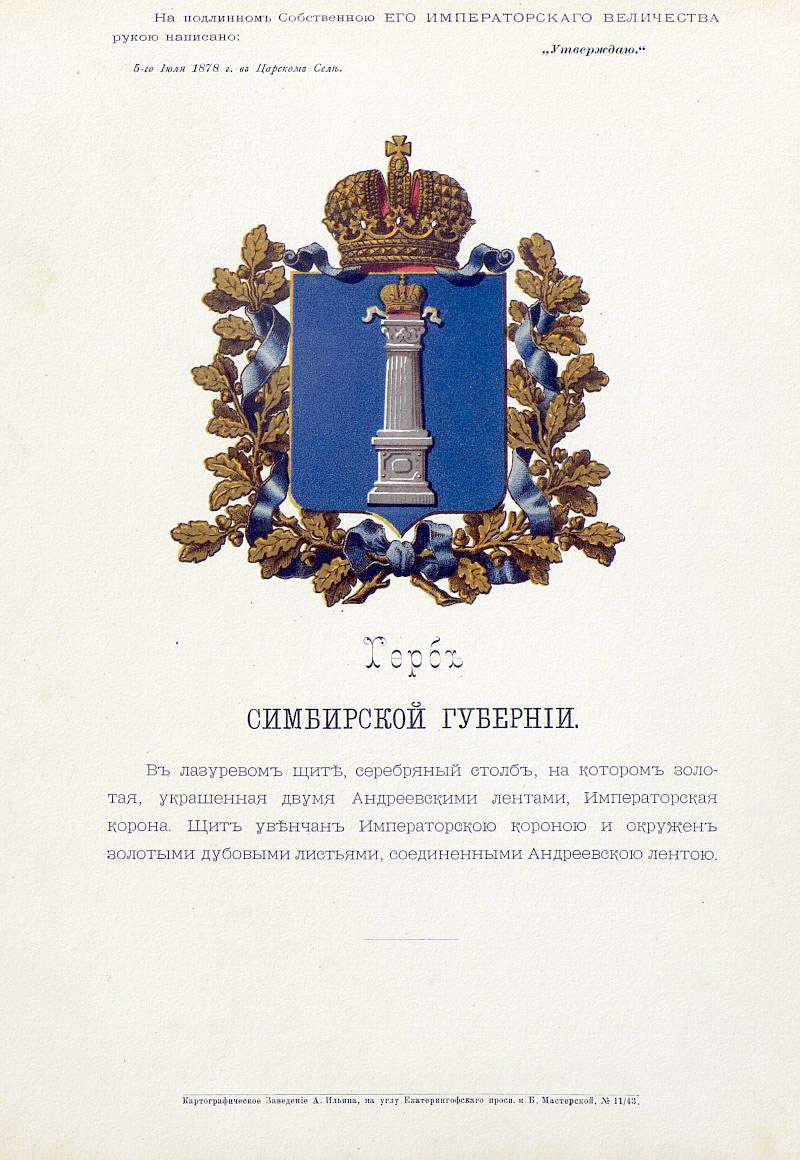
Герб губернии c официальным описанием, утверждённый Александром II (1878)

Согласно Первой всеобщей переписи населения Российской империи 1897 года по родному языку население распределилось так::
| Уезд             | великорусы малорусы белорусы | мордва  | чуваши  | татары |
| ---------------- | ---------------------------- | ------- | ------- | ------ |
| Губерния в целом | 68,15 %                      | 12,37 % | 10,46 % | 8,77 % |
| Алатырский       | 73,0 %                       | 26,7 %  | …       | …      |
| Ардатовский      | 59,6 %                       | 39,4 %  | …       | …      |
| Буинский         | 17,3 %                       | 3,8 %   | 44,3 %  | 34,6 % |
| Карсунский       | 85,3 %                       | 8,3 %   | 2,3 %   | 3,9 %  |
| Курмышский       | 52,5 %                       | 6,4 %   | 25,9 %  | 15,0 % |
| Сенгилеевский    | 78,9 %                       | 10,7 %  | 4,6 %   | 4,5 %  |
| Симбирский       | 77,1 %                       | 4,9 %   | 7,4 %   | 9,8 %  |
| Сызранский       | 88,7 %                       | 4,1 %   | 3,4 %   | 3,1 %  |

## Религия
В 1898 году православных было 1 407 317 человек, мусульман — 144 440, раскольников и сектантов — 31 384, крещёных татар, отпавших от православия, — 4031, римско-католиков — 1831, протестантов — 1283, евреев — 472, язычников — 441, армяно-григориан — 4. Более всего раскольников было в уездах Сызранском (12 тыс.) и Алатырском (9 тыс.). В уездах Карсунском, Симбирском и Сенгилеевском число раскольников было от 3 до 4 тыс. в каждом.

Монастырей было 8, церквей — православных каменных 263 и деревянных 458, единоверческих — 5, римско-католических — 2, протестантских — 2. Кроме того, имелось 159 мечетей и одна синагога.

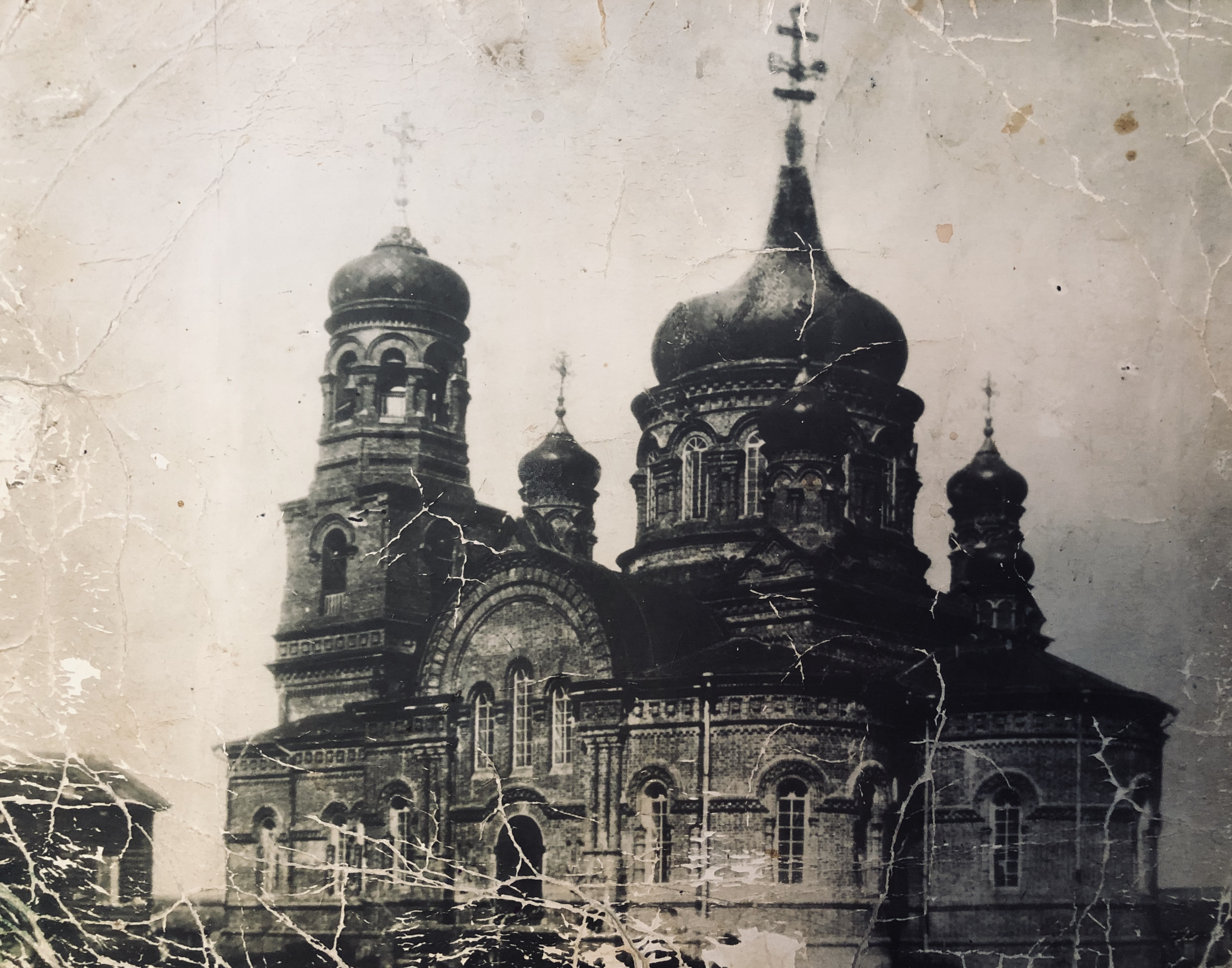
Церковь Троицы Живоначальной с. Крестниково.(не сохранилась)
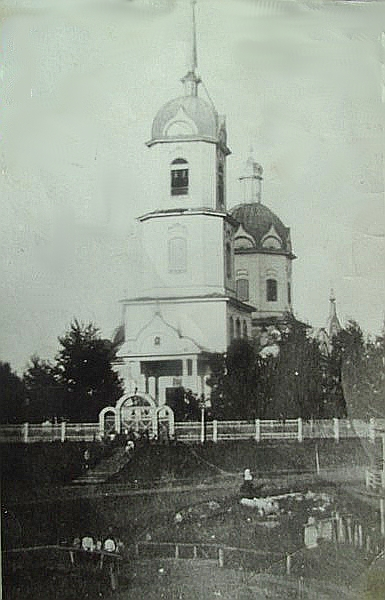
Введенская церковь в Лаве. (не сохранилась).
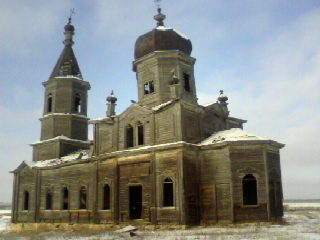
Храм Николая Чудотворца, село Куроедово.
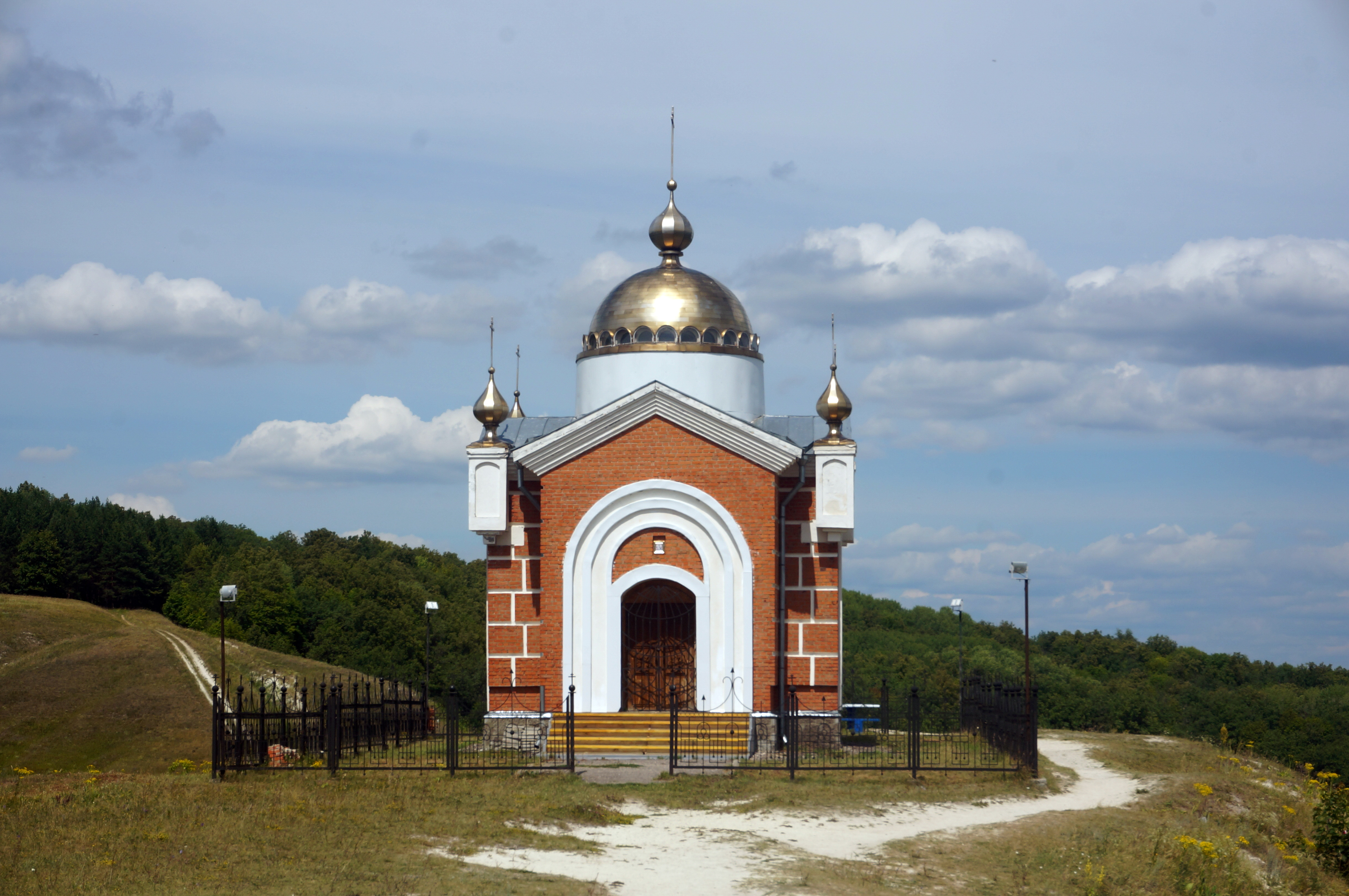
Часовня Николая Чудотворца на Никольской горе, село Сурское.
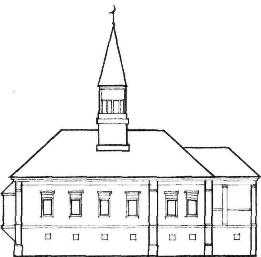
Рисунок соборной мечети по проекту архитектора Якобсона для Буинского уезда Симбирской губернии 1876 г.
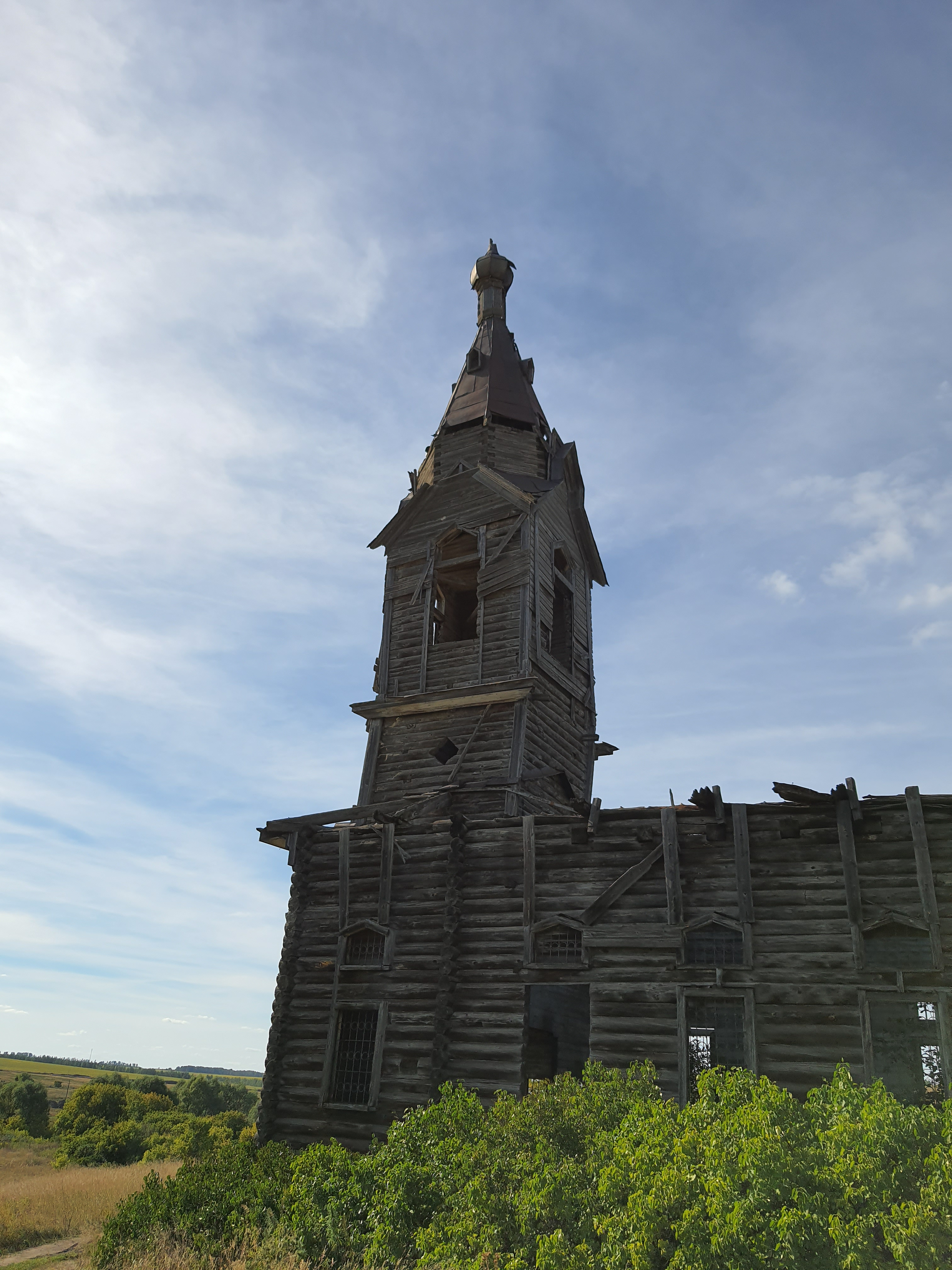
Храм в честь Покрова Пресвятые Богородицы. Старая Ерыкла.
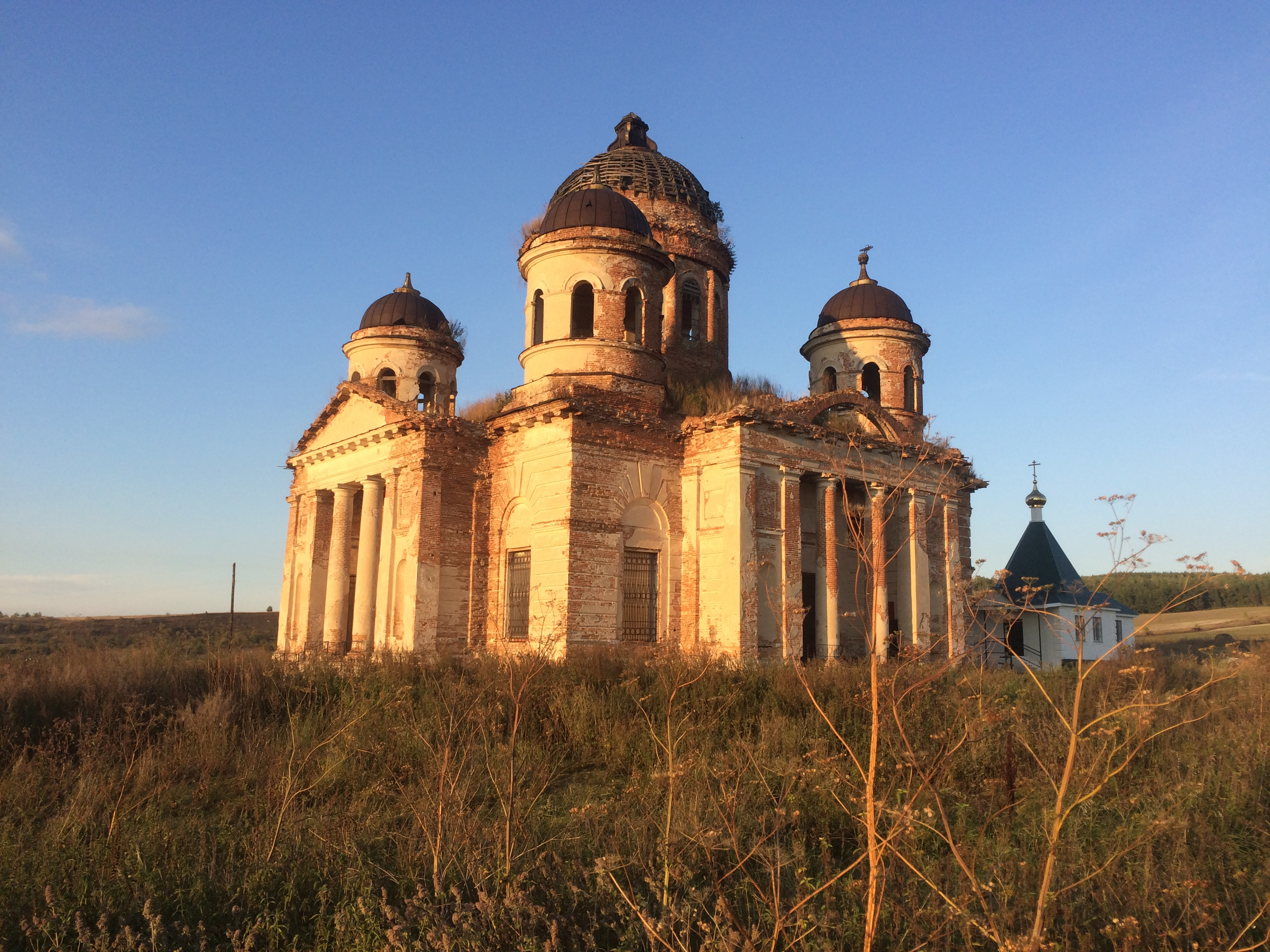
Троицкая церковь. с. Пятино.
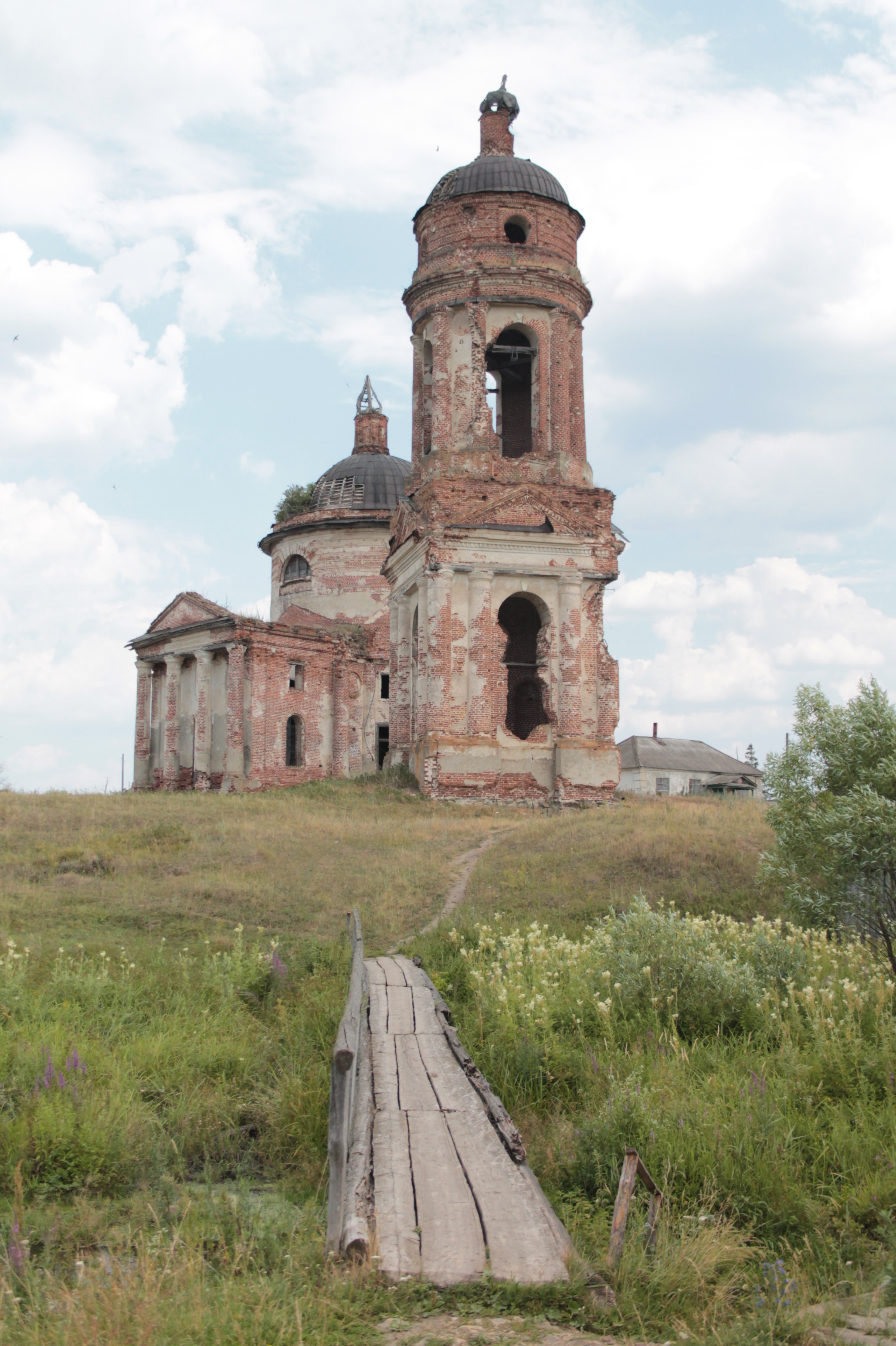
Тихвинская церковь в селе Вороновка.
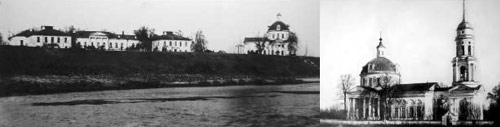
Казанско-Богородицкая церковь в с. Никольское-на-Черемшане.
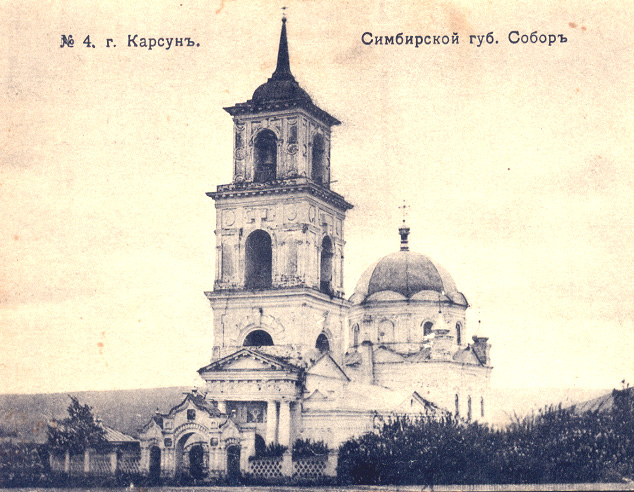
Крестовоздвиженский собор в г. Карсун (не сохранился).
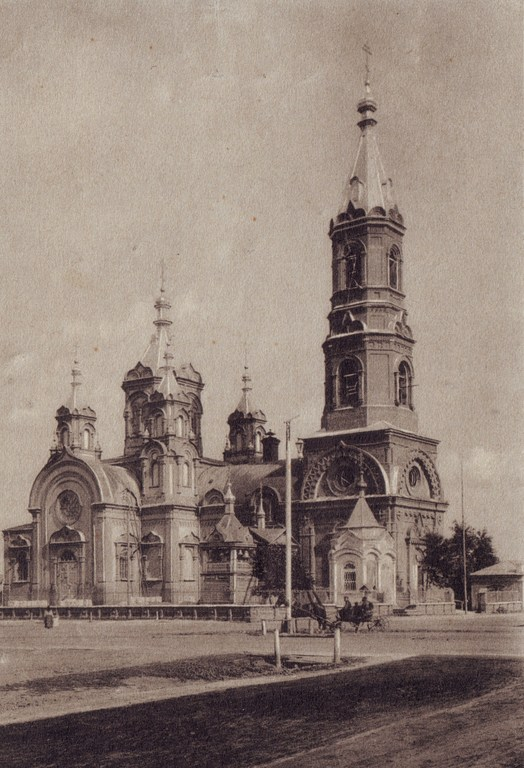
Собор Александра Невского (Мелекесс, не сохранился).
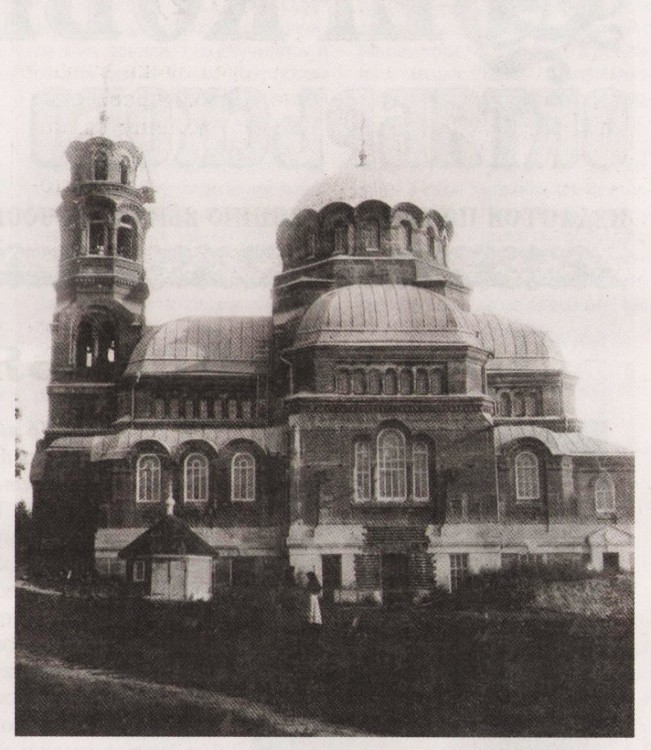
Старо-Костычевский Смоленский монастырь.
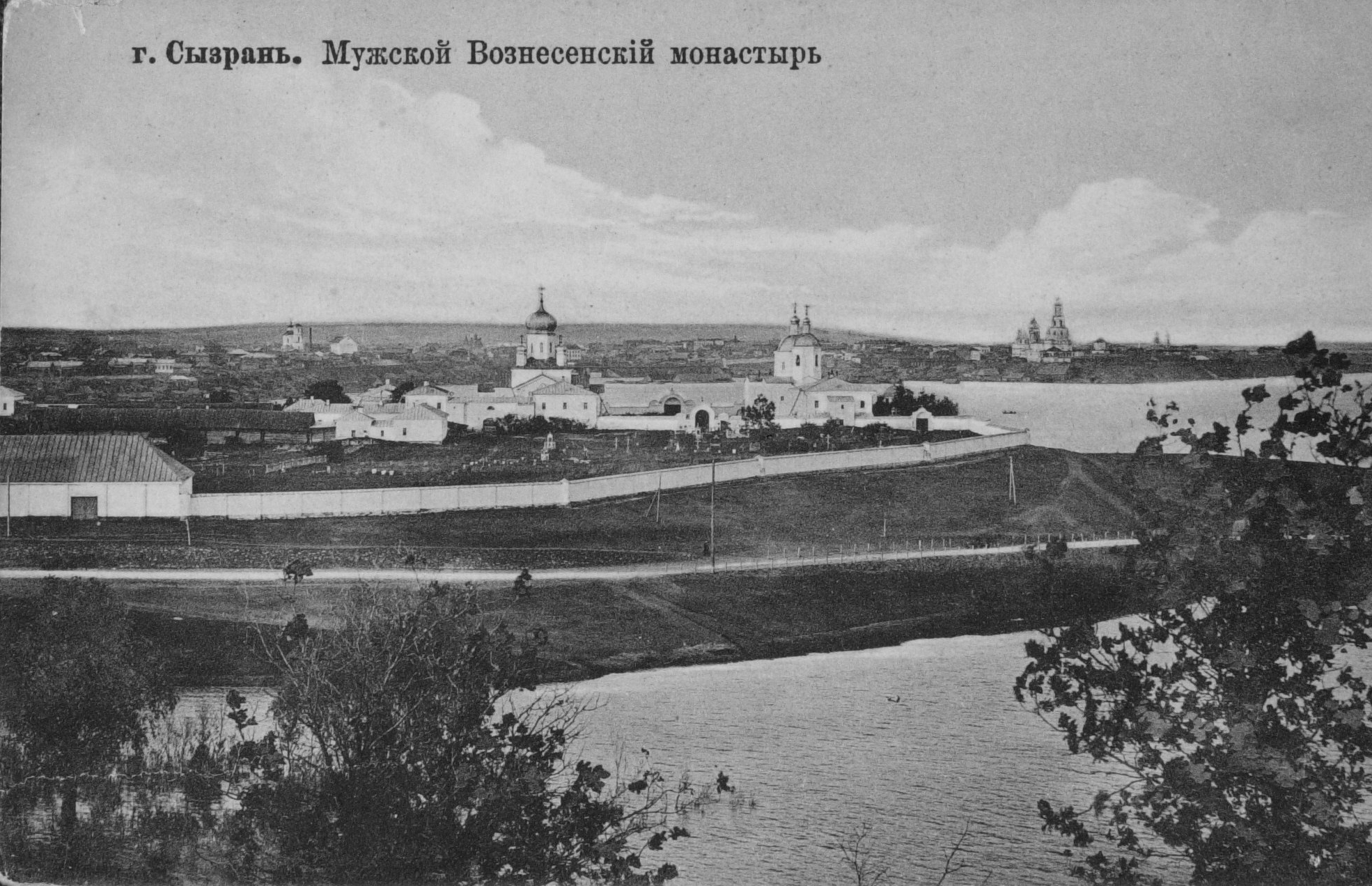
Сызранский Вознесенский монастырь.
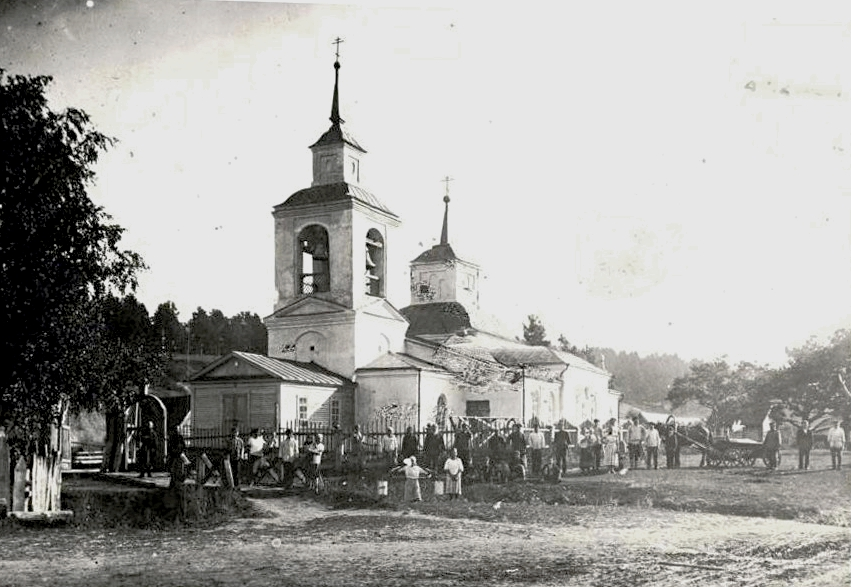
Казанская церковь (сл. Канава).
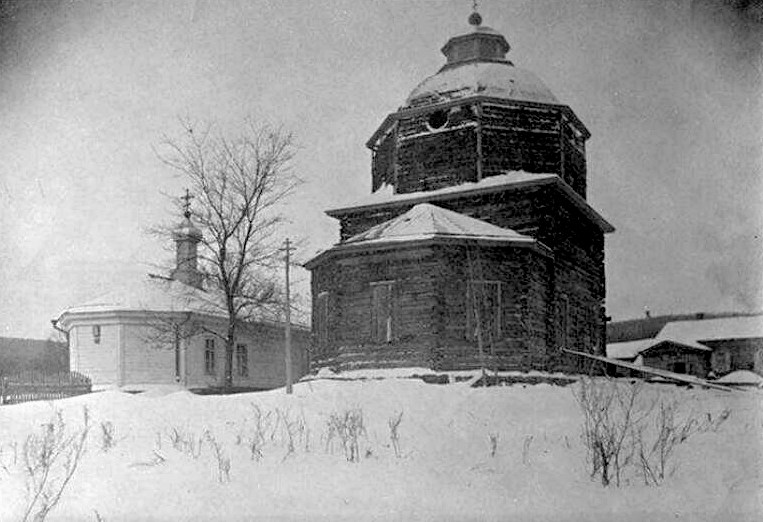
Симбирская Соловецкая пустынь.
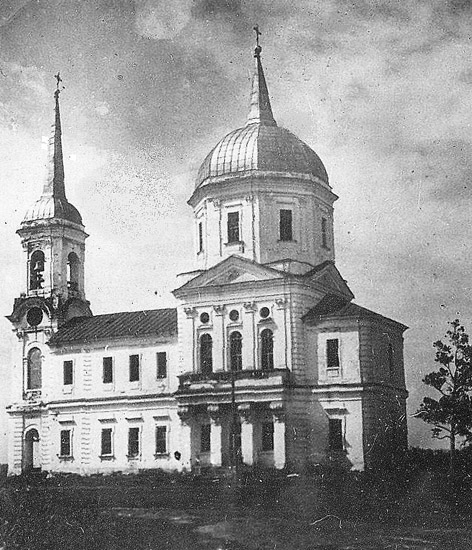
Вознесенский храм (Головкино).
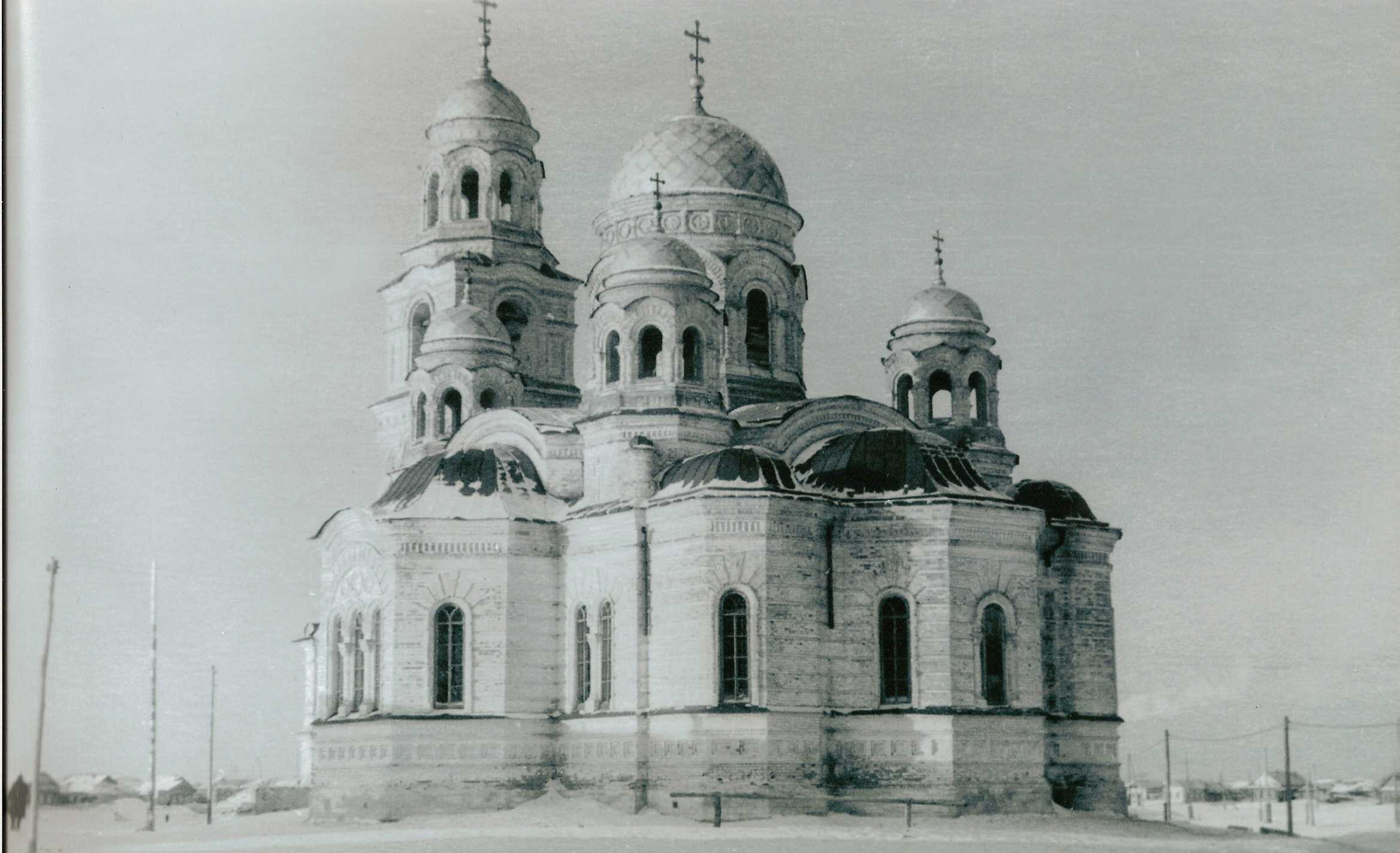
Покровский храм (Чердаклы).
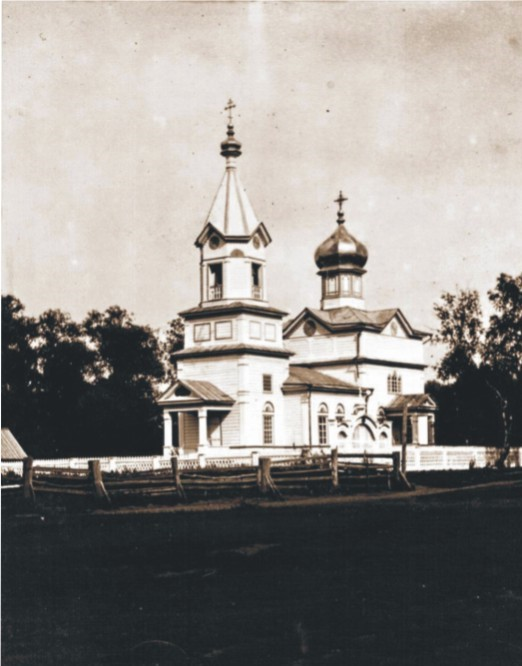
Церковь иконы Божией Матери «Знамение» (Карамзинка).
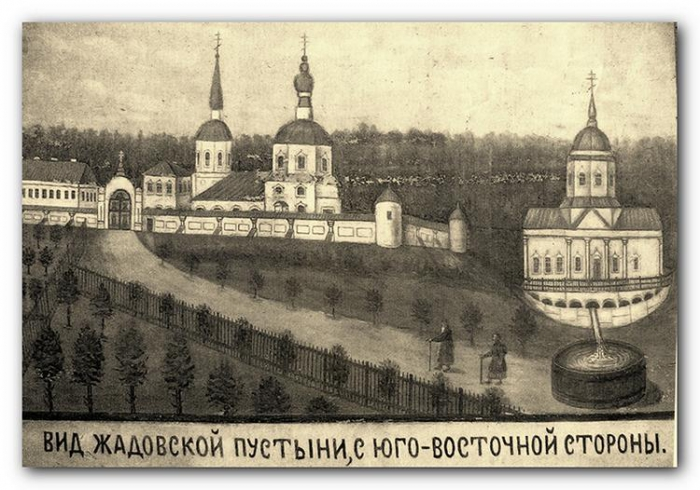
Жадовский монастырь.
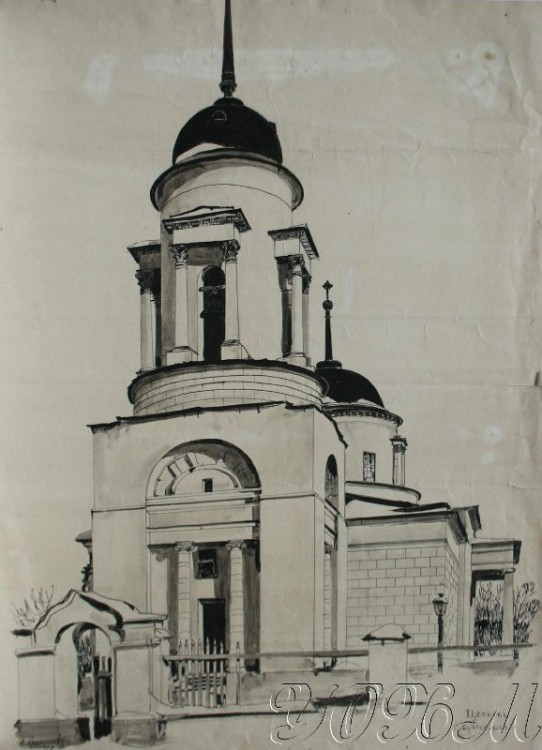
Церковь Рождества Христова (Шумовка)
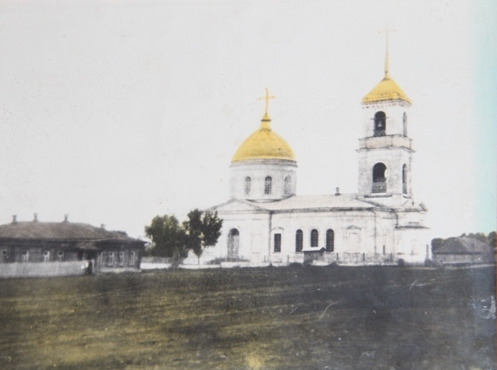
Покровская церковь (старая) (Верхняя Маза).
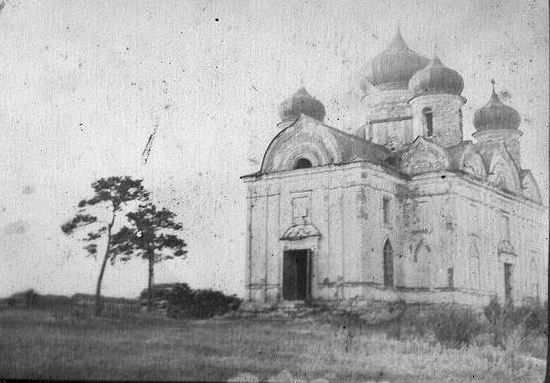
Церковь Николая Чудотворца (Кротково).
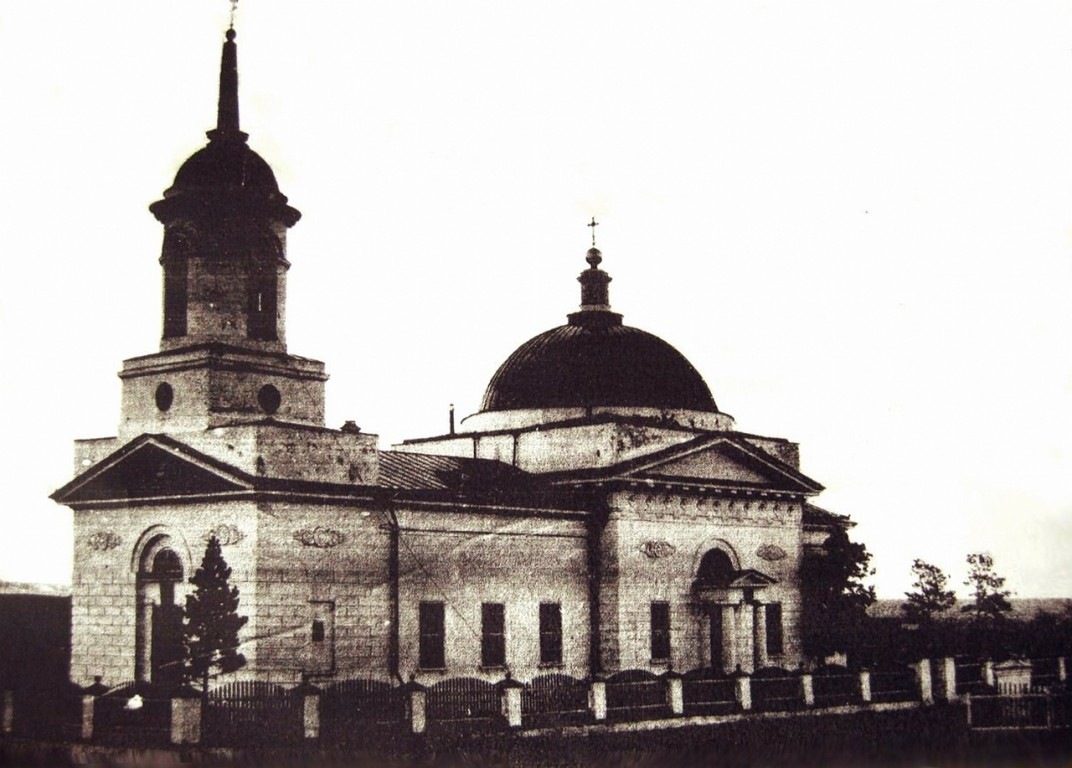
Церковь Рождества Христова (Бекетовка, восстанавливается).

## Дворянские роды
| - Анненковы - Бекетовы - Воробьёвы - Ермоловы - Каловские - Пазухины - Поливановы - Репьёвы - Сазоновы - Селиверстовы - Скрябины - Соловцовы - Соковнины - Языковы - Ознобишины | - Бетевы - Топорнины - Тимашевы - Назарьевы - Чегодаевы - Дмитриевы - Бестужевы - Каврайские - Ухтомские - Аксаковы - Куроедовы - Мотовиловы - Оболенские - Закревские - Ивашевы | - Киндяковы - Зиновьевы - Дурасовы - Карамзины - Ульяновы - Столыпины - Акчурины - Вяземские - Татищевы - Кудрявцевы - Ниротморцевы - Жилинские - Урусовы - Мещериновы - Масленицкие | - Колюбакины - Валуевы - Кротковы - Баюшевы - Головинские - Ленивцевы - Наумовы |

## Административное деление

Карта административного деления Симбирской губернии (1850—1920)

В 1796 году в результате преобразования Симбирского наместничества в губернию были упразднены: Котяковский, Канадейский и Тагайский уезды и губерния была разделена на десять уездов: Алатырский, Ардатовский, Буинский, Карсунский, Курмышский, Самарский, Сенгилеевский, Ставропольский, Сызранский и Симбирский.
В 1797 году из упразднённой Пензенской губернии были переданы Инсарский, Саранский и Шешкеевский уезды (возвращены в 1801 году).
В 1798 году были упразднены три уезда: Ардатовский, Сенгилеевский и Шешкеевский (первые два восстановлены в 1802).
В 1850 году в состав Самарской губернии вошли два заволжские уезда: Ставропольский и Самарский и часть Сызранского уезда.

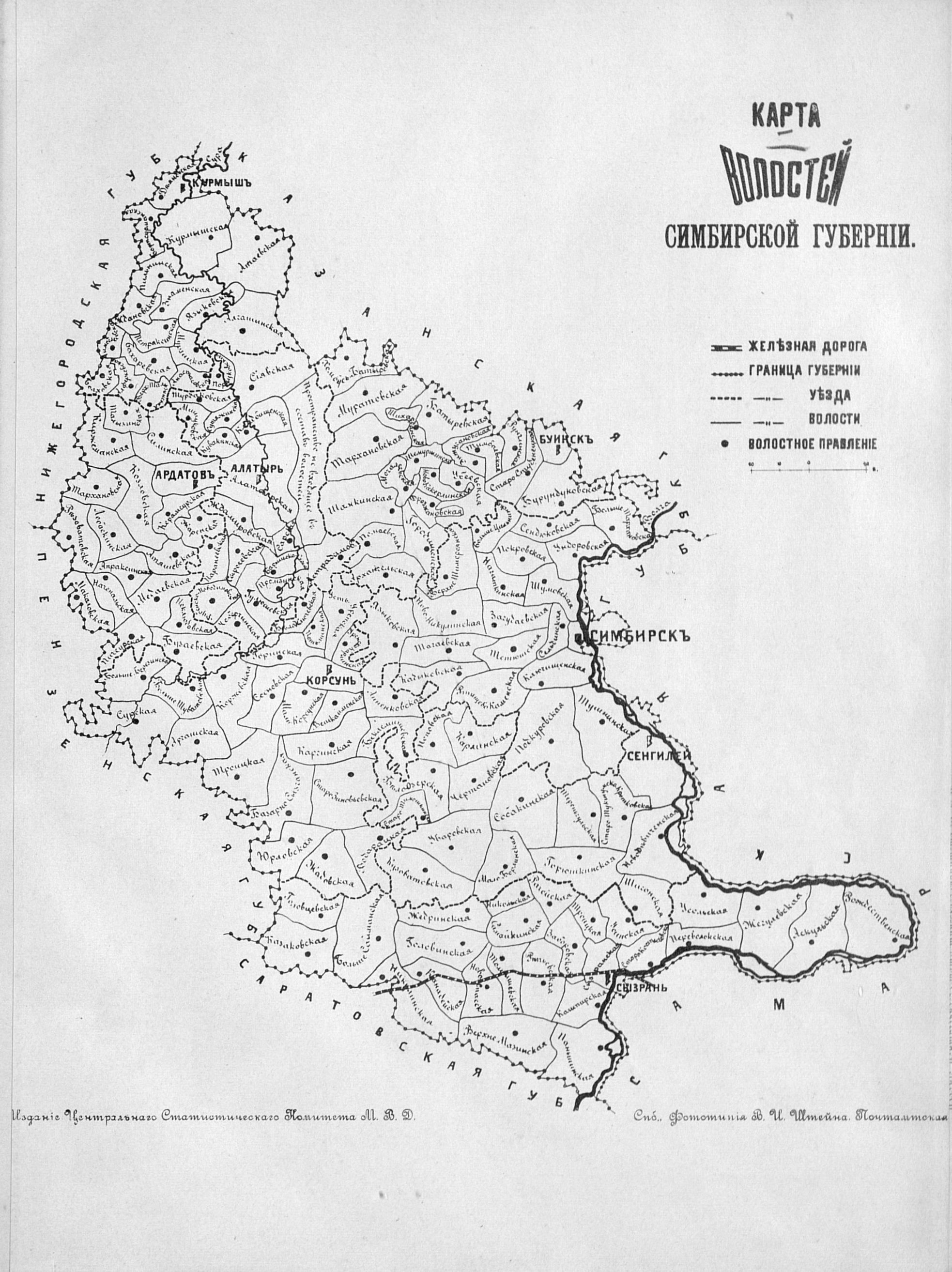
Волости Симбирской губернии

С 1851 по 1920 год в состав губернии входило восемь уездов:
| № | Уезд          | Уездный город          | Герб уездного города | Площадь, вёрст² | Население (1897), чел. |
| - | ------------- | ---------------------- | -------------------- | --------------- | ---------------------- |
| 1 | Алатырский    | Алатырь (12 209 чел.)  |                      | 4832,1          | 158 188                |
| 2 | Ардатовский   | Ардатов (4855 чел.)    |                      | 3972,7          | 189 226                |
| 3 | Буинский      | Буинск (4213 чел.)     |                      | 4758,4          | 182 056                |
| 4 | Карсунский    | Карсун (3805 чел.)     |                      | 6678,4          | 217 087                |
| 5 | Курмышский    | Курмыш (3166 чел.)     |                      | 3786,6          | 161 647                |
| 6 | Сенгилеевский | Сенгилей (5734 чел.)   |                      | 5408,3          | 151 726                |
| 7 | Симбирский    | Симбирск (41 684 чел.) |                      | 6038,9          | 225 873                |
| 8 | Сызранский    | Сызрань (32 383 чел.)  |                      | 8015,6          | 242 045                |

### Заштатные города
| № | Город   | Население (1897) | Входит в        | Герб |
| - | ------- | ---------------- | --------------- | ---- |
| 1 | Канадей | 4097 чел.        | Сызранский уезд |      |
| 2 | Котяков | 1137 чел.        | Карсунский уезд |      |
| 3 | Тагай   | 962 чел.         | Симбирский уезд |      |

Благочиннических округов было 39; населённых мест — 1641, в том числе 8 городов, 550 сел, 119 селец, 967 деревень и 12 выселков.
7 ноября 1917 года произошла Великая октябрьская революция, приведшая к власти Советы. Но Советская власть в Симбирске установилась лишь 10 декабря 1917 года, позже, чем в других уездных центрах губернии.
27 мая 1920 года, постановлением ВЦИК и СНК, Буинский уезд был передан в состав образованной Автономной Татарской республики.
В сентябре 1920 года несколько волостей Курмышского уезда отошло к Чувашской АО.
4 мая 1922 года Курмышский уезд передан в Нижегородскую губернию, за исключением Мурзинской и части Анастасовской волостей, причисленных к Алатырскому уезду.
4 апреля 1924 году, постановлением Президиума ВЦИК, Симбирская губерния была разделена на 5 уездов. Был упразднен Сенгилеевский уезд, территория которого была распределена по соседним уездам губернии.
9 мая 1924 года, Декретом ЦИК СССР, г. Симбирск переименован в г. Ульяновск, а Симбирская губерния — в Ульяновскую губернию.
20 июля 1925 года северная часть Алатырского уезда была передана в Чувашскую АССР, остальная часть уезда поделена между Ульяновским и Ардатовским уездами.
14 мая 1928 года, постановлением Президиума ВЦИК и СНК РСФСР, Ульяновская губерния и все её уезды упразднены, их территория вошла в состав Ульяновского округа Средневолжской области.

## Руководство наместничества / губернии

### Генерал-губернаторы наместничества
| Ф. И. О.                          | Титул, чин, звание | Время замещения должности |
| --------------------------------- | --- | ------------------------- |
| Мещерский Платон Степанович       | князь, генерал-поручик, Симбирский и Казанский наместник | 1780—1781                 |
| Якоби Иван Варфоломеевич          | генерал-поручик, Симбирский и Уфимский наместник | 1782                      |
| Апухтин Аким Иванович             | Симбирский и Уфимский генерал-губернатор | 1783—1784                 |
| Игельстром Осип Андреевич         | барон, Симбирский и Уфимский генерал-губернатор | 1784—1791                 |
| Пеутлинг, Александр Александрович | генерал-поручик. С 7 декабря 1789 г. фактически совмещал две должности, управляя губернией вместо генерал-губернатора барона О. А. Игельстрома, который был направлен на войну со шведами. | 1792—1794                 |
| Дерфельден Отто Иванович          | | 1794—1794                 |
| Вязмитинов Сергей Кузьмич         | и. о. Симбирского и Уфимского генерал-губернатора, с 1795 по 1796 гг. одновременно командующий Оренбургским корпусом                                                                       | 1794—1796                 |

### Правители наместничества
| Ф. И. О.                    | Титул, чин, звание                | Время замещения должности |
| --------------------------- | --------------------------------- | ------------------------- |
| Баратаев Пётр Михайлович    | князь, генерал-поручик            | 1780—14.04.1789           |
| Карпов Александр Дмитриевич | генерал-майор / генерал-лейтенант | 1790—12.12.1796           |

### Вице-губернаторы наместничества
| Ф. И. О.                      | Титул, чин, звание | Время замещения должности                        |
| ----------------------------- | ------------------ | ------------------------------------------------ |
| Голубцов Александр Фёдорович  | надворный советник | 1783—1792, ушёл в отставку по состоянию здоровья |
| Толстой, Александр Васильевич | статский советник  | 1794—1796, уволен в отставку                     |

### Губернаторы губернии
| Ф. И. О.                               | Титул, чин, звание                                                          | Время замещения должности |
| -------------------------------------- | --------------------------------------------------------------------------- | --- |
| Карпов Александр Дмитриевич            | генерал-лейтенант / тайный советник                                         | 12.12.1796—31.07.1797 |
| Толстой Александр Васильевич           | действительный статский советник / тайный советник                          | 18.08.1797—22.05.1799 |
| Кромин Матвей Ильич                    | действительный статский советник                                            | 18.07.1799—21.09.1799, указом от 20.09.1799 года был отрешён от должности за присвоение ненадлежащих почестей. 21.10.1799 года передал полномочия вице-губернатору Н. Е. Чирикову. |
| Сушков Василий Михайлович              | действительный статский советник                                            | 2.10.1799—9.1802 |
| Хованский Сергей Николаевич            | князь, статский советник / действительный статский советник                 | 1803—1808 |
| Долгоруков Алексей Алексеевич          | князь, действительный статский советник                                     | 14.03.1808—17.05.1815 |
| Дубенский Николай Порфирьевич          | действительный статский советник                                            | 17.05.1815—27.05.1817 |
| Магницкий Михаил Леонтьевич            | действительный статский советник                                            | 14.06.1817—1819 |
| Умянцов Андрей Петрович                | барон, действительный статский советник                                     | 1819—1821 |
| Лукьянович Андрей Фёдорович            | статский советник                                                           | 15.06.1821—28.08.1826 |
| Бахметев Алексей Николаевич            | генерал-губернатор                                                          | С 8.1825 по 12.1828, губерния управлялась, кроме губернатора, и генерал-губернатором                                                                                               |
| Жмакин Александр Яковлевич             | статский советник                                                           | 28.08.1826—02.07.1831 |
| Загряжский Александр Михайлович        | статский советник                                                           | 02.07.1831—05.03.1835 |
| Жиркевич Иван Степанович               | действительный статский советник                                            | 05.03.1835—27.07.1836 |
| Хомутов Иван Петрович                  | действительный статский советник                                            | 03.08.1836—1838 |
| Комаров Николай Иванович               | действительный статский советник                                            | 27.02.1838—07.05.1840 |
| Гевлич Авксентий Павлович              | действительный статский советник                                            | 1840—1843 |
| Булдаков Николай Михайлович            | действительный статский советник                                            | 06.12.1843—1849 |
| Черкасский Пётр Дмитриевич             | князь, действительный статский советник                                     | 01.02.1849—1852 |
| Бибиков Николай Петрович               | действительный статский советник                                            | 10.12.1852—01.06.1856 |
| Извеков Егор Николаевич                | действительный статский советник                                            | 01.06.1856—23.06.1861 |
| Анисимов Михаил Иванович               | действительный статский советник, и. д. (утверждён 12.01.1862)              | 23.06.1861—01.01.1865 |
| Велио Иван Осипович                    | барон, в звании камергера, действительный статский советник                 | 01.01.1865—02.12.1866 |
| Орлов-Давыдов Владимир Владимирович    | граф, Свита Его Величества, генерал-майор                                   | 06.12.1866—12.10.1868 |
| фон Гойнинген Гюне Александр Фёдорович | барон, тайный советник                                                      | 24.01.1869—16.10.1869 |
| Еремеев Дмитрий Павлович               | в звании камер-юнкера, статский советник (действительный статский советник) | 02.11.1869—19.01.1873 |
| Долгово-Сабуров Николай Павлович       | действительный статский советник                                            | 26.05.1873—01.11.1886 |
| Теренин Михаил Николаевич              | камергер, действительный статский советник (тайный советник)                | 08.01.1887—22.01.1893 |
| Акинфов Владимир Николаевич            | действительный статский советник (тайный советник)                          | 30.01.1893—22.07.1902 |
| Ржевский Сергей Дмитриевич             | в звании камергера, действительный статский советник                        | 28.08.1902—25.10.1904 |
| Яшвиль Лев Владимирович                | князь, статский советник                                                    | 25.10.1904—13.07.1906 |
| Старынкевич Константин Сократович      | генерал-майор                                                               | 19.07.1906—23.09.1906 |
| Дубасов Дмитрий Николаевич             | действительный статский советник                                            | 07.10.1906—28.02.1911 |
| Ключарёв Александр Степанович          | тайный советник                                                             | 28.02.1911—26.10.1916 |
| Черкасский Михаил Алексеевич           | князь, статский советник                                                    | 29.11.1916—05.03.1917 |
| Головинский Фёдор Александрович        | губернский комиссар                                                         | 6 марта 1917— 5 января 1918; помощником симбирского губернского комиссара и исполняющим обязанности губернского комиссара Малиновский Михаил Алексеевич.                           |

### Губернские предводители дворянства
| Ф. И. О.                        | Титул, чин, звание                                                        | Время замещения должности |
| ------------------------------- | ------------------------------------------------------------------------- | ------------------------- |
| Нагаткин Иван Иванович          | капитан 1-го ранга                                                        | 1780—1784                 |
| Мещеринов Афанасий Степанович   | коллежский асессор                                                        | 1784—1787                 |
| Порошин Иван Андреевич          | статский советник                                                         | 1787—1789                 |
| Самарин Василий Николаевич      | секунд-майор                                                              | 1789—1792                 |
| Ермолов Нил Фёдорович           | гвардии прапорщик                                                         | 1792—1795                 |
| Бестужев Василий Борисович      | полковник                                                                 | 1795—1798                 |
| Бахметев Иван Александрович     | надворный советник                                                        | 1798—1802                 |
| Ермолов Александр Фёдорович     | действительный статский советник                                          | 1802—1820                 |
| Баратаев Михаил Петрович        | князь, штабс-ротмистр                                                     | 1820—1835                 |
| Бестужев Григорий Васильевич    | генерал-майор                                                             | 04.04.1835—1841           |
| Юрлов Пётр Иванович             | штабс-капитан                                                             | 20.03.1841—1846           |
| Наумов Михаил Михайлович        | подполковник                                                              | 1846—1847                 |
| Аксаков Николай Тимофеевич      | надворный советник (статский советник)                                    | 14.06.1847—06.03.1859     |
| Ермолов Александр Иванович      | действительный статский советник                                          | 06.03.1859—09.06.1871     |
| Теренин Михаил Николаевич       | в звании камергера, коллежский асессор (действительный статский советник) | 09.06.1871—08.01.1887     |
| Оболенский Иван Михайлович      | князь, в звании камергера, отставной лейтенант (в должности шталмейстера) | 12.01.1889—13.06.1897     |
| Поливанов Владимир Николаевич   | в звании камергера, действительный статский советник                      | 22.05.1898—1915           |
| Протопопов Александр Дмитриевич | действительный статский советник                                          | 1915—1917                 |
| Беляков Михаил Фёдорович        |                                                                           | 1917                      |

### Вице-губернаторы
| Ф. И. О.                                | Титул, чин, звание                                                                                           | Время замещения должности                         |
| --------------------------------------- | --- | ------------------------------------------------- |
| Чириков Николай Егорович                | статский советник                                                                                            | 18.08.1797—1807уволен «в связи с утратой доверия» |
| Астафьев Николай Алексеевич             | коллежский советник (статский советник)                                                                      | 1807—20.08.1810                                   |
| Наврозов Матвей Андреевич               | статский советник                                                                                            | 30.09.1810—21.09.1811                             |
| Дубенский Николай Порфирьевич           | статский советник                                                                                            | 02.10.1811—17.05.1815                             |
| Ренкевич Ефим Ефимович                  | полковник, утверждён в должности 10.11.1816, с переименованием в статские советники                          | 10.11.1816—03.08.1817                             |
| Шигорин Иван Фёдорович                  | коллежский советник                                                                                          | 03.08.1817—14.06.1819                             |
| Толстой Сергей Васильевич               | граф, коллежский советник                                                                                    | 14.06.1819—1821                                   |
| Грибовский Михаил Кириллович            | коллежский советник                                                                                          | 15.01.1822—31.01.1826                             |
| Смирной Николай Фёдорович               | коллежский советник                                                                                          | 26.02.1826—11.04.1831                             |
| Огнев Иван Дмитриевич                   | статский советник, с 1835 - действительный статский советник                                                 | 11.04.1831—10.04.1836                             |
| Воскресенский Пётр Герасимович          | статский советник                                                                                            | 10.04.1836—1838                                   |
| Средний-Камышев                         | надворный советник                                                                                           | 01.02.1838—15.04.1838                             |
| Прибытков Михаил Александрович          | коллежский советник                                                                                          | 15.04.1838—21.10.1839                             |
| Васильев, Пётр Михайлович               | коллежский советник                                                                                          | 24.10.1839—11.12.1841                             |
| Бороздин Александр Дмитриевич           | статский советник                                                                                            | 11.12.1841—22.01.1844                             |
| Будянский Иван Иванович                 | статский советник                                                                                            | 21.03.1844—1849                                   |
| Муравьёв Николай Михайлович             | коллежский советник                                                                                          | 1849—25.05.1850                                   |
| Окунев Илларион Александрович           | статский советник                                                                                            | 25.05.1850—03.02.1854                             |
| Юркевич Николай Ильич                   | надворный советник, и. д. (утверждён 17.04.1855)                                                             | 03.02.1854—01.06.1856                             |
| Иванов Павел Егорович                   | коллежский советник                                                                                          | 01.06.1856—06.07.1856                             |
| Попов Николай Алексеевич                | статский советник (действительный статский советник)                                                         | 24.07.1856—13.04.1861                             |
| Котляревский Андрей Иванович            | статский советник                                                                                            | 05.05.1861—30.10.1864                             |
| Косаговский Павел Павлович              | надворный советник, и. д. (утверждён с произведением в коллежские советники 29.10.1865), (статский советник) | 30.10.1864—28.07.1867                             |
| Чарыков Валерий Иванович                | в звании камергера, действительный статский советник                                                         | 18.08.1867—14.03.1869                             |
| Поливанов Дмитрий Семёнович             | действительный статский советник                                                                             | 04.04.1869—22.11.1874                             |
| Альбединский Ипполит Петрович           | в звании камер-юнкера, надворный советник, и. д. (утверждён 01.01.1876)                                      | 24.01.1875—02.01.1876                             |
| Тройницкий Владимир Александрович       | в звании камер-юнкера, надворный советник (статский советник)                                                | 23.01.1876—06.03.1886                             |
| Скалон Евстафий Николаевич              | действительный статский советник                                                                             | 18.03.1886—30.08.1887                             |
| Бер Виктор Николаевич                   | статский советник                                                                                            | 14.01.1888—20.10.1889                             |
| Шлиппе Владимир Карлович                | в звании камергера, действительный статский советник                                                         | 16.11.1889—19.04.1890                             |
| Ржевский Сергей Дмитриевич              | в звании камергера, статский советник                                                                        | 19.07.1890—05.07.1896                             |
| Наумов Александр Петрович               | статский советник                                                                                            | 05.07.1896—14.03.1903                             |
| Арцыбашев Александр Михайлович          | действительный статский советник                                                                             | 14.03.1903—12.05.1907                             |
| Шиловский Пётр Петрович                 | коллежский советник                                                                                          | 12.05.1907—22.02.1910                             |
| Ширинский-Шихматов Андрей Александрович | князь, надворный советник (коллежский советник)                                                              | 22.03.1910—04.03.1913                             |
| Арапов Александр Викторович             | статский советник (действительный статский советник)                                                         | 04.03.1913—06.12.1915                             |
| Шишков Николай Леонович                 | действительный статский советник                                                                             | 1915—1917В 1916 г. и. о. губернатора              |
| Кульнев Леонид Иванович                 | полковник | 1917                                              |

Между революциями (6.03.1917—10.12.1917) губернией управлял губернский комиссар Головинский Фёдор Александрович.

### Советская власть
С установлением Советской власти губернией стали управлять — Первые секретари партии и Председатели исполкома.
| Первые секретари губкома РКП(б), ВКП(б) | Дата      | Председатели губисполкома       | Дата      |
| --------------------------------------- | --------- | ------------------------------- | --------- |
| Крымов Михаил Дмитриевич                | 1917—1918 | Ксандров Владимир Николаевич    | 1917—1918 |
| Варейкис Иосиф Михайлович               | 1918—1920 | Гимов Михаил Андреевич          | 1918—1921 |
| Каучуковский Григорий Данилович         | 1920—1921 | Самохвалов Александр Степанович | 1921      |
| Стэн Ян Эрнестович                      | 1921      | Рейн Рихард Петрович            | 1921—1923 |
| Беляев Пётр Васильевич                  | 1921      | Теплов Николай Павлович         | 1923—1924 |
| Мещеряков Владимир Николаевич           | 1921—1922 | Хахарев Константин Григорьевич  | 1924—1925 |
| Попов Аркадий Васильевич                | 1922—1925 | Рыбочкин Иван Фёдорович         | 1925—1928 |
| Верстонов Фёдор Иванович                | 1925—1928 |                                 |           |

## Экономика

### Сельское хозяйство

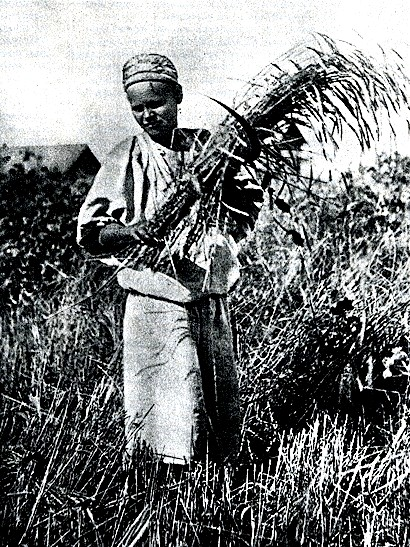
Из серии «Типы крестьян Симбирской губернии». Фото Каррик, Вильям Андреевич «Жница», 1870 гг.

Главным занятием жителей губернии было земледелие. В 1896 году земством было обложено разных угодий 3 036 211,5 га и, кроме того, леса 1 473 617,5 га. Из 3 036 211,5 га принадлежало: общинам крестьян и однодворцам — 1 819 312,9, частным владельцам — 943 054,7, уделу — 243 891,9, казне — 9628,2, городам — 20 097,6, крестьянскому поземному банку — 207,6, земству и другим — 18,6 га. С 1886 года по 1 января 1899 года дворянским банком было принято в залог 550 155,7 га, оценённых в 32 270 201 руб.; выдано в ссуду 18 107 200 руб. Крестьянским банком было выдано ссуд 1 477 383 руб. на покупку 28 745,9 га земли за 1670 тыс. руб. По сведениям Симбирской казначейской палаты за 1898 год, крестьяне владели 1 751 935,2 га надельной земли; вместе с выкупленной землёй в распоряжении крестьян имелось 1 793 929,8 га. Из этого количества земли принадлежало бывшим помещичьим крестьянам 503 809,7 га (28,8 %), бывшим удельным крестьянам — 1 070 837,9 га. В среднем на 1 мужскую душу приходилось 2,58 га.
Большая часть земли у крестьян была под пашней — 1 336 811,4 га (76,3 %). Из этого количества (при трёхпольном хозяйстве) по 20 211,3 га в каждом поле (4,5 %) было отведено под общественные запашки, сбор с которых обращался на погашение продовольственных долгов. Лугов у крестьян было 91 506,7 га (5 %). Лугов недоставало для прокорма скота, так что крестьяне были вынуждены нанимать свыше 32 775 га луга. Неудобной земли было 155 212,6 га (8,8 %). В Карсунском уезде количество неудобных земель достигало 17,2 %, в Сенгилеевском — 11,2 %. Бывшие помещичьи крестьяне арендовали 102 414,2 га, удельные — 82 348,3, государственные — 6078,7 га.
Из зерновых хлебов и сельскохозяйственных растений в озимом поле повсеместно сеяли рожь, в яровом — в северной части губернии главным образом овес и гречу, на юге, кроме того, много проса, а в восточной части Сызранского уезда — пшеницу; кроме того, горох, чечевицу, картофель, лен, коноплю, подсолнечники и другие. Из огородных и бахчевых растений сажали арбузы, огурцы, капуста, хмель, дыни и др. Табак разводили в городах Ардатове и Алатыре и их уездах, а также в уездах Курмышском, Сызранском и немного в других. Табак и хмель получали невысокого качества. Значительные посевы картофеля объяснялись существованием крахмальных и картофельно-паточных заводов (до 60 в губернии, всего более в Симбирском уезде). Льноводство было более всего развито в Ардатовском и Алатырском уездах, на правом берегу Суры.
Из плодовых деревьев разводили яблони, груши, дули, сливы и бергамоты. Садоводством занимались преимущественно по берегам Волги, но плодовые сады встречались и в других местностях. Сады в основном разводили по гористым берегам рек, обращённым склонами на юг. Садоводство и огородничество носили в основном непромысловый характер. Исключение представляли жители ближайших к городу Симбирску селений, которые разводили для продажи картофель, капусту и т. п. В Симбирске и в некоторых селениях Ардатовского и Симбирского уездов разводили огородные овощи для продажи семян. Промышленный характер носили также сады, расположенные по правому берегу Волги. Бахчеводство имело промышленный характер в Сызранском и Сенгилеевском уездах. Пчеловодство было более распространено в лесистых уездах; особенно им занимались мордва и чуваши. Земледельческая культура губернии находилась в целом на невысокой степени развития; лишь в некоторых владельческих хозяйствах была введена многопольная система. Благодаря земству, устроившему при земских управах склады земледельческих орудий и семян, последние ежегодно на несколько десятков тысяч передавались крестьянам. Симбирское общество сельского хозяйства устроило на средства губернского земства и Министерства земледелия при своей ферме сельскохозяйственную школу 1-го разряда.
По данным за 1898 год, на крестьянских землях под посевом озимых было 555 975,4 га, под овсом — 265 273,2, под яровою пшеницею — 78 891,6, под остальными яровыми хлебами — 254 694,5 га. У частных владельцев было под озимым посевом 133 483,8 га, из яровых под овсом — 96 606,5 га, пшеницею — 10 661,7 и под прочими яровыми хлебами — 39 277,6 га. На всех землях было посеяно: ржи — 683 955 четвертей, яровой пшеницы — 95 474, овса — 576 819, ячменя — 5718, гречихи — 36 182, гороха — 28 657, проса — 22 237, полбы — 57 704, льна — 6263, остальных яровых хлебов — 34 567 и картофеля — 288 110. Было снято ржи 1 778 700, яровой пшеницы — 145 987, овса — 517 560, ячменя — 8518, гречихи — 9009, гороха — 25 757, проса — 137 809, полбы — 53 583, льна — 5442, остальных яровых хлебов — 44 153 и картофеля 514 123 четверти. Средний урожай хлебов за пятилетие (с 1893 по 1897 год) составил: ржи — 586,3 кг с 1 га, ярового хлеба — 460,3, средний урожай сена — 295,4 кг с 1 га; при этом недоставало полученного с надельной земли хлеба для продовольствия крестьян 34 141,9 т, а сена — 27 421,1 кг. Недостаток этот пополнился отчасти арендой пашни и лугов, отчасти сторонними заработками. Крестьян, занятых промыслами, было 125 897 чел. (8,7 % крестьянского населения). Заработок их исчислялся в 5 995 511 руб.
Скота в Симбирской губернии числилось 1 531 704 голов (1897), в том числе лошадей 288 890, крупного рогатого 325 995 и мелкого 916 819 голов. Земство давало субсидию Симбирскому обществу сельского хозяйства на устройство на его ферме рассадника племенного скота. Особенное развитие получило в губернии коневодство. Всех конных заводов в 1898 году было 52, на которых состояло 176 производителей и 1337 маток. Наибольшее число заводов было в Карсунском уезде. Губернское земство открыло в 1898 году в Симбирске конюшню для содержания производителей государственного конезаводства. Торговля лошадьми производилась преимущественно на так называемой «Сборной ярмарке» в Симбирске. В 1897 году было приведено лошадей на сумму до 544 210 руб., продано — на 375 435 руб. Овец разводили во многих помещичьих хозяйствах; их насчитывалось более 700 тыс. голов (в том числе до 50 тыс. тонкорунных); шерсть с них шла на суконные и овчинные фабрики. Тонкорунное овцеводство более развито в уездах Сызранском (до 24 тыс. голов) и Симбирском (более 12 тыс. голов).

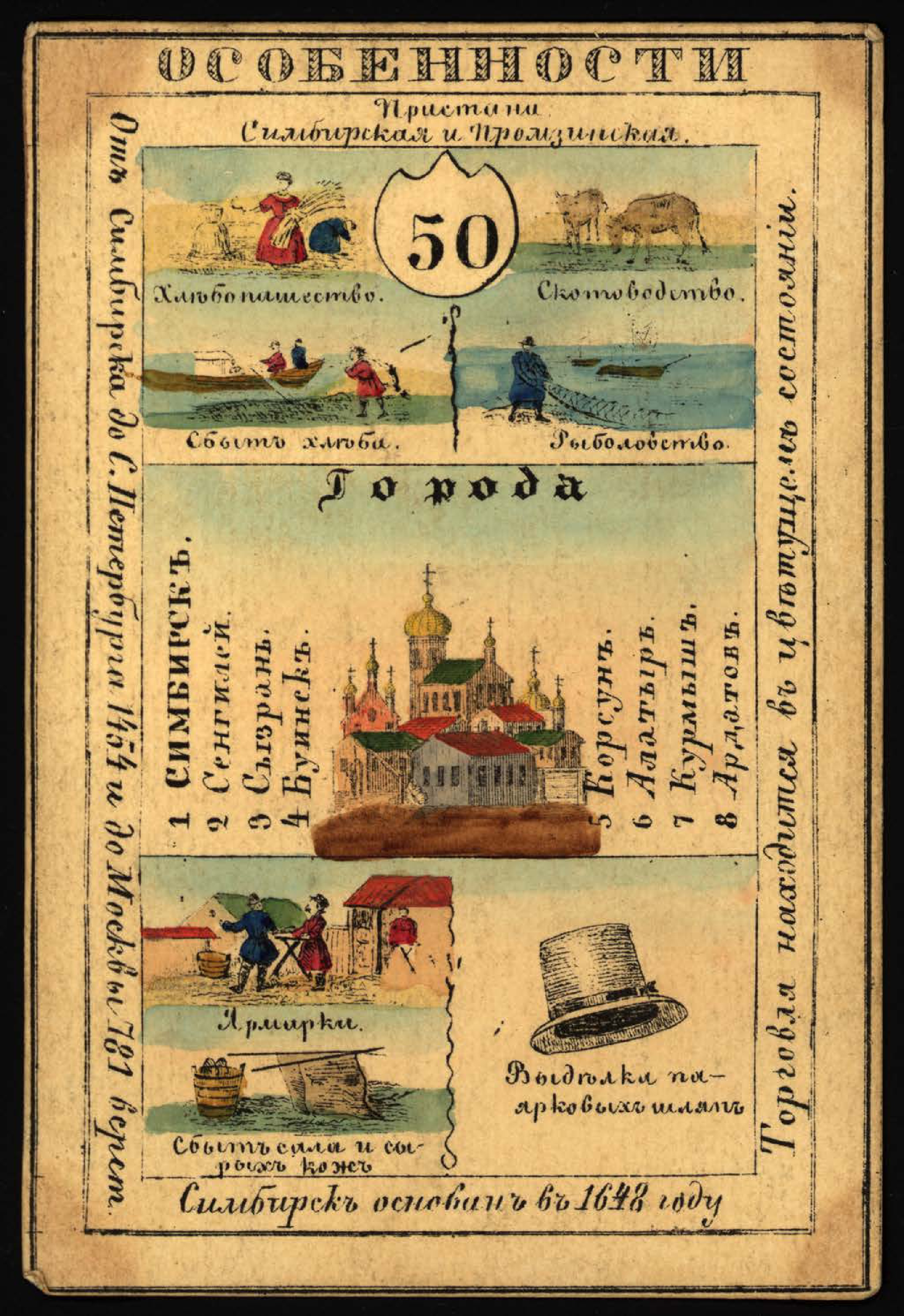
Карточка из набора географических карточек Российской Империи, 1856 г.

### Промышленность и торговля
Главнейшую отрасль кустарной промышленности составляли разные виды древодельных промыслов, распространённые во всех уездах, особенно в Карсунском, Алатырском, Ардатовском и Сызранском. Главными из них были производство телег, повозок, саней, колёс, колёсных ступиц, гнутье дуг, ободьев и полозьев, выделка деревянной посуды, лопат, лукошек, колод и корыт, плетение лаптей, тканье рогож и заготовка кулей. Всего разными древодельными промыслами занималось в губернии до 7 тыс. чел., на сумму свыше 200 тыс. руб. Из других кустарных промыслов заслуживали внимания по своим размерам: валянье тёплой обуви, шитьё сапог и рукавиц, шитьё шапок и фуражек, портняжество, тканье платков, витьё верёвок и плетение рыболовных снастей. Первые два из названных промыслов (валянье обуви и шитьё сапог и рукавиц) были распространены по всей губернии, но в особенности в Карсунском, Симбирском и Сызранском уездах; им было занято до 3 тыс. чел., на сумму 130 тыс. руб., а шитьём сапог и рукавиц — до 1500 чел., на 100 тыс. руб. Портняжеством было занято 1600 чел., на 55 тыс. руб. Витьём верёвок занимались в Буинском уезде. Ручное тканье платков было распространено в Карсунском и Алатырском уездах. Всего было занято кустарными промыслами 15 285 чел., в том числе в Карсунском уезде — 5940, в Симбирском и Сызранском уездах — до 2 тыс. в каждом (по состоянию на 1898 год). Для развития кустарных промыслов земство устраивало на сельскохозяйственных выставках кустарные отделы. Постоянная выставка кустарных изделий существовала при губернской земской управе. При некоторых училищах были устроены ремесленные мастерские. Среди местных промыслов некустарного характера были более распространены: лесные работы, рыболовство, сидка смолы и дёгтя, а также промыслы извозный и коновальный; ими занималось в 1898 году до 26 тыс. чел., заработавшие свыше 680 тыс. руб. Отхожими промыслами главным образом были сельскохозяйственные работы, бурлачество, пастьба скота, битьё шерсти. В Карсунском уезде до 3 тыс. чел. занимались плотничеством и коновальством. Бурлачеством занималось до 6 тыс., битьём шерсти — 3500 и сельскохозяйственными работами — до 32 тыс. чел., главным образом из Ардатовского, Буинского и Сызранского уездов. Заработок их всех составлял свыше 700 тыс. руб. В общей сложности на кустарных и отхожих промыслах в 1898 году население заработало до 2 млн руб.
Фабрик, заводов и мелких промышленных заведений в 1898 году было 6080, с 18 709 рабочими и общей суммой производства в 10 639 967 руб. Главное место занимали выделка сукон, мукомольное производство и винокурение. Суконных фабрик было 18; на них в 1898 году было выработано, преимущественно для поставки военному ведомству, разного рода сукон на 4 575 429 руб. Винокуренных заводов было 14; на них было употреблено припасов 1 482 149 пудов (в том числе картофеля 942 098 пудов), выкурено спирта 37 047 727°. Мукомольных мельниц было 3375 (из них 18 вальцевых); сумма их производства была равна 289 217 рублей. На пяти водочных заводах было очищено и приготовлено водок на 114 653 рублей. Сумма производства трёх асфальтовых и девяти гудронных заводов была равна 310 400 руб.; кроме того, в губернии имелись семь лесопильных заводов (153 650 руб.), три завода восковых свечей (141 010 руб.), 78 кожевенных, два стеклянных, три пивоваренных, девять мыловаренных, десять салотопенных, 216 овчинных, 156 шерсточесальных, 12 сукновален, 36 котмовальных, 16 картофельно-паточных, 52 картофельно-тёрочных, три писчебумажных завода, одна шерстопрядильня, один оберточно-бумажный завод, 460 маслобоен, 33 солодовни, семь чугунолитейных, 96 поташных, 244 кирпичных, 73 горшечных завода, 230 красилен, 41 клееваренных, 59 кулевых заводов, 696 круподирок, 24 канатных, один спичечный, 84 дегтярно-смолокуренных завода, два завода искусственных минеральных вод, один ленточный, два гильзовых, три меловых, один известковый, один химический завод, одна сыроварня.
В 1898 году акцизных сборов поступило 3 031 577 руб., в том числе с вина и спирта 2 576 640 руб., с осветительных нефтяных масл 258 900 руб., патентного сбора 143 986 руб. На виноторговлю было выдано 1430 патентов. В 1897 году было выбрано 16 035 документов на право торговли и промыслов, в том числе свидетельств 1-й гильдии — 16, 2-й гильдии — 883; в казну поступило торговых пошлин 239 253 руб. Отпускная торговля губернии состояла главным образом в сбыте хлебных продуктов, затем сукна, спирта, асфальта и пр.
Ярмарок было 82, на которые в 1898 году было привезено товаров на 7,5 млн руб. и продано на 4100 тыс. руб. Наиболее важное значение имели ярмарки: «Сборная» в Симбирске (было привезено на 5 млн руб., продано на 3668 тыс. руб.), «Крещенская» в Сызрани (привезено на 375 000 руб., продано на 310 000 руб.), «Троицкая» в Карсуне (привезено 548 тыс. руб., продажа — 332 тыс. руб.). Базарная торговля производилась в 93 пунктах, в некоторых из них — по два или по три раза в неделю. Приблизительно на базары привозилось и продавалось товаров на 5 млн руб.
Губернских и уездных земских сборов, кроме недоимок, должно было поступить к 1898 году 985 524 руб., взыскано 800 307 руб., осталось в недоимке 761 389 руб. Городских доходов в 1898 году поступило 517 861 руб., расходов произведено на 517 670 руб.

### Транспорт и связь
До проведения железных дорог товары главным образом отправляли по рекам. В 1898 году с волжских и сурских пристаней было отправлено товаров на 9 785 091 руб., в том числе ржи и ржаной муки на 1 744 025 руб., овса на 987 727 руб., пшеницы и пшеничной муки на 812 717 руб., сукон на 677 177 руб. и винного спирта на 243 600 руб.
Через губернию проходили железные дороги Сызрано-Вяземская и Московско-Казанская с ветвями на Рузаевка (станция) — Батраки (Сызрань), Инза (станция) — Симбирск и Симбирск — Мелекесс. 30 августа 1880 года у села Костычи (Сызранский уезд) был открыт Александровский мост. В 1916 году у Симбирска был открыт Императорский мост.
Почтовые дороги имели протяжение в 976 км. Почтово-телеграфных учреждений в 1899 году было 55. Обмен простой корреспонденции производился при 10 волостных правлениях. Телефонная сеть существовала в Симбирске. Общая сумма почтово-телеграфных доходов в 1898 году составила 206 736 руб., чистый доход — 106 943 руб. Земская почта существовала в пяти уездах; её не было в уздах Карсунском, Буинском и Сызранском.

### Банки
К концу XIX века в губернии имелись отделения Государственного банка (в Симбирске и Сызрани), отделения Дворянского и Крестьянского банков (в Симбирске), отделения Волжско-Камского банка (в Симбирске и Сызрани). Городские банки находились в городах Симбирске, Сызрани, Алатыре, Ардатове, Сенгилее и Буинске. В 1898 году городскими банками было получено чистой прибыли 68 148 руб. В Симбирске и Алатыре имелись общества взаимного кредита.

## Образование и культура

### Образование
В 1887 году в губернии было 588 учебных заведений с 27 240 учащимися.
По данным за 1898 год в губернии 944 учебных заведения, в том числе средних для детей мужского пола — 4, для детей женского пола — 3, городских — 5, уездных — 3, духовных — 3, прогимназий женских — 3, учительская семинария, чувашская учительская школа, 7 ремесленных училищ и 914 начальных. Во всех учебных заведениях обучалось 39 221 мальчиков и 11 156 девочек, всего 50 377 человек. В сёлах было 853 училища, а именно: от Министерства народного просвещения и земских — 466, церковно-приходских — 207, школ грамоты — 164, прочих — 16. Учащихся было в министерских школах и земских 22 777 мальчиков и 4775 девочек, в церковно-приходских — 5892 мальчика и 1590 девочек, в школах грамоты — 3264 мальчика и 952 девочки, в остальных — 721 мальчик и 150 девочек.
В 240 школах под руководством учителей разводились плодовые сады, огороды и производился посев хлебов. В 55 школах учащиеся занимались пчеловодством. При 14 начальных училищах существовали ремесленные классы (обучение портняжеству, кузнечеству, слесарно-токарным работам, тканью ковров и сарпинок).
В 1898 году на содержание городских ремесленных и начальных училищ поступило из государственного казначейства 38 094 руб., от земств — 97 150 руб., городов — 48 954 руб., сельских общин — 127 877 руб., из других источников — 41 438 руб. На церковно-приходские училища и школы грамоты было израсходовано 162 657 руб.
В местностях, населённых татарами, существовали медресе и мектебе, где обучение велось исключительно на татарском языке. Таких училищ в 1898 году было 132, с 6217 учащимися.
Для подготовки учителей существовали учительская семинария в селе Порецком (100 студентов) и чувашская школа (готовящая учителей в инородческие училища), с 126 учениками.
В 1818 году начало действовать Симбирское духовное училище, а в г. Алатырь — Алатырское духовное училище.
В 1840—1918 годах действовала Симбирская духовная семинария.
В 1873 году учреждён Симбирский кадетский корпус.
Публичные библиотеки находились в городах Симбирске, Сенгилее, Сызрани, Карсуне, Ардатове и Буинске. Бесплатных народных библиотек в 1898 году было 42. Народные чтения в 1898 году устраивались в городах Симбирске, Курмыше и Сызрани, а также на двух асфальтовых и гудронных заводах.
В 1897 году губернское земство израсходовало на народное образование 16 774 руб.
Архивная комиссия (с 1894 года) имела музей (4620 предметов древностей и 3490 монет) и библиотеку в 1196 томов; она напечатала семь сочинений по истории края и издает свои журналы.
В губернии имелись следующие общественные организации: общество врачей (с 1861 года); общество сельского хозяйства (с 1859 года), содержавшее сельскохозяйственную школу 1-го разряда в городе Симбирске и ферму и устраивавшее сельскохозяйственные ярмарочные выставки; общества изящных искусств, охотников, конского бега, птицеводства, любителей рыбной ловли и др. Все общества были сосредоточены в губернском городе.
В губернском городе выходили «Симбирские губернские ведомости», «Симбирские епархиального ведомости» и «Вестник Симбирского земства», в городе Сызрани — «Сызранский листок объявлений».

### Культура
В 1871 году шотландский и российский художник и фотограф, британский подданный, Каррик, Вильям Андреевич с фототехником Джоном Мак-Грегором, провели месяц в Симбирской губернии. Они создали большую коллекцию фотографий, отражавших жизнь русских и мордовских крестьян, татар, чувашей. Летом 1875 года Каррик вновь посетил Симбирскую губернию.
Валентина Семёновна Серова, пианистка и композитор, организовала в селе Судосево Симбирской губернии крестьянский хор, а также ставила оперы силами русских и мордовских крестьян. Они выступали не только в Симбирске, но и в Сызрани, Пензе, исполняли оперы «Иван Сусанин» Глинки, «Князь Игорь» Бородина. Успехи крестьянского театра были настолько велики, что спектакли приходилось давать по-многу раз.

## Здравоохранение и попечительство
В 1898 году в губернии было 82 врача и 17 ветеринарных врачей. Аптек было 13, из них три в сёлах (Порецком и Промзине Алатырского и Больших Березниках Карсунского уезда); больниц — 36, на 1241 койку, из них губернская земская — на 216 коек; при ней располагалась фельдшерская школа с 29 учащимися (23 женщины и 6 мужчин). Кроме того, в 14 км от губернского города находилась колония для душевнобольных, устроенная на пожертвованный Карамзиным капитал. На средства уездных земств содержалось 16 больниц, 16 лечебниц, 9 приёмных покоев и 91 врачебный и фельдшерский пункт. На медицинскую часть в 1898 году было израсходовано земствами 320 410 руб., в том числе губернским — 85 720 руб. Города на тот же предмет израсходовали 16 055 руб.
Благотворительные учреждения включали: дом трудолюбия, богадельни городская, земская и дворянская и 3 приюта в Симбирске, богадельни в городах Алатыре и Буинске, несколько приютов для детей. В селе Румянцеве Карсунского уезда на капитал (400 тыс. руб.), пожертвованный Н. Д. Селивёрстовым, содержались мужское двухклассное ремесленное училище (32 учащихся), женское училище с рукодельным классом (33 учащихся), приют-интернат (35 человек), богадельня (на 11 человек) и больница (45 кроватей).

## Известные люди
- См. статью: Родившиеся в Симбирской губернии
- См. статью: Умершие в Симбирской губернии
- Керенский, Александр Фёдорович (1881—1970) — российский политический и общественный деятель.
- Ленин, Владимир Ильич (1870—1924) — лидер Октябрьской революции.
- Наумов, Александр Николаевич — Министр земледелия Российской империи.
- Федотов, Владимир Иванович (1924—2011) — Герой Социалистического Труда, работник атомной промышленности.
- Яковлев, Иван Яковлевич (1848—1930) — чувашский просветитель.
- Хованский, Сергей Николаевич — Симбирский и Минский губернатор.
- Ознобишин, Дмитрий Петрович — русский поэт.
- Абдразяков, Абдулхак Асвянович — председатель СМ Татарской АССР.
- Огарёв, Николай Платонович — поэт, в 1850—1855 гг. жил в своём имении близ села Проломиха.
- Аксаков, Сергей Тимофеевич — русский писатель, жил в своем имении — село Репьёвка.
- Лабзин, Александр Фёдорович — вице-президент Академии художеств, сослан в Симбирскую губернию.
- Макке, Иван Иванович ( (нем. Julien Macke; 1800—1862) — симбирский купец-виноторговец, купец 2-й гильдии, хозяин кирпичного дома (ныне Самарское реальное училище), был женат на Марии Иосифовне Вивьен, дочери известного художника Вивьен де Шатобрен, Иосиф-Евстафий Иосифович, в их семье воспитывался шурин Аннаев Егор Никитич[75][76][77][78][79][80][81][82][83][84].